# Santa Maria del Fiore
La basílica de Santa Maria del Fiore és la catedral de Florència, una de les obres mestres de l'art gòtic i del primer Renaixement italià. Símbol de la riquesa i del poder de la capital toscana als segles xiii i xiv, la catedral florentina, coneguda com el Duomo, és un dels edificis més grans de la cristiandat: té 155 m de llarg, 130 m d'ample (d'una banda a l'altra del transsepte) i 107 m d'alt, des de la base fins dalt de tot de la cúpula. El nom de la catedral, "Santa Maria de la Flor", es refereix al lliri, símbol de la ciutat.
Hi destaquen sobretot la grandiosa cúpula de Brunelleschi i el campanar exempt del Giotto, de 82 m d'altura. També és digne d'esmentar-se l'adjacent baptisteri de San Giovanni, amb les famoses portes de bronze de Ghiberti. El conjunt format per l'església, el campanar i el baptisteri, al cor de la ciutat, conforma un dels joiells artístics i arquitectònics de Florència.
El complex de la catedral, a la Piazza del Duomo, inclou el Baptisteri i el Campanile de Giotto. Aquests tres edificis formen part del Patrimoni Mundial de la UNESCO que cobreix el centre històric de Florència i són una important atracció turística de la Toscana. La catedral és l'església mare de l'arxidiòcesi de Florència, l'arquebisbe de la qual és Gherardo Gambelli.

## Història
Santa Maria del Fiore va ser construïda al lloc de la segona catedral de Florència dedicada a Santa Reparata; incitats per la magnificència de les noves catedrals de Pisa i Siena. La primera va ser la Basílica de Sant Llorenç de Florència, el primer edifici de la qual va ser consagrat com a església l'any 393 per Sant Ambròs de Milà. L'antiga estructura, fundada a principis del segle V i que havia patit moltes reparacions, s'estava ensorrant amb l'edat, segons la Nuova Cronica de Giovanni Villani del segle XIV, i ja no era prou gran per servir la creixent població de la ciutat. Altres grans ciutats toscanes havien emprès reconstruccions ambicioses de les seves catedrals durant el període medieval tardà, com ara Pisa i particularment Siena, on les enormes ampliacions proposades mai es van completar.
El consell municipal de Florència va aprovar el disseny d'Arnolfo di Cambio per a la nova església el 1294 amb la intenció de ser l'església catòlica més gran del món (si bé se'n va reduir el disseny original), i la primera pedra es va col·locar el 8 de setembre del 1296. Di Cambio també va ser arquitecte de l'església de Santa Croce i del Palazzo Vecchio. Va dissenyar tres naus amples que acabaven sota una cúpula octogonal, amb la nau central cobrint la zona de Santa Reparata. La primera pedra va ser col·locada el 9 de setembre de 1296 pel cardenal Valeriana, el primer llegat papal enviat a Florència. La construcció d'aquest vast projecte havia de durar 140 anys; el pla d'Arnolfo per a l'extrem oriental, tot i que es va mantenir en concepte, es va ampliar considerablement en mida.
Arran de la mort d'Arnolfo el 1302, les obres de la catedral es va alentir durant gairebé 50 anys. Quan es van descobrir les relíquies de Sant Zenobí el 1330 a Santa Reparata, el projecte va cobrar un nou impuls. El 1331, l'Arte della Lana (el gremi dels llaners) es va responsabilitzar de la construcció de la catedral i el 1334 van encarregar al Giotto la supervisió general de l'obra. Assistit per Andrea Pisano, Giotto va continuar el disseny de di Cambio. La seva fita principal va ser el campanile (el campanar). Quan Giotto va morir el 8 de gener de 1337, Andrea Pisano va continuar la construcció fins que les obres es van aturar a causa de la pesta negra el 1348.
El 1349, es van reprendre les obres de la catedral sota la direcció d'una sèrie d'arquitectes, començant per Francesco Talenti, que va acabar el campanar i va ampliar el projecte general per incloure l'absis i les capelles laterals.
No fou fins al 1355 que es van reprendre els treballs dins la catedral, duts a terme per una sèrie d'arquitectes entre els quals Francesco Talenti, Alberto Arnoldi, Giovanni d'Ambrogio, Giovanni di Lapo Ghini i Neri di Fioravante i Andrea Orcagna.
El 1349, es van reprendre les obres de la catedral sota la direcció d'una sèrie d'arquitectes, començant per Francesco Talenti, que va acabar el campanar i va ampliar el projecte general per incloure l'absis i les capelles laterals. El 1359, Talenti va ser succeït per Giovanni di Lapo Ghini (1360–1369) que va dividir la nau central en quatre naus quadrades. Altres arquitectes van ser Alberto Arnoldi, Giovanni d'Ambrogio, Neri di Fioravanti i Andrea Orcagna . El 1375, l'antiga església de Santa Reparata va ser enderrocada. La nau es va acabar el 1380, i només la cúpula va romandre incompleta fins al 1436.
El 19 d'agost de 1418, l'Arte della Lana va anunciar un concurs d'arquitectura per a la construcció de la cúpula de Neri. Els dos principals competidors eren dos mestres orfebres, Lorenzo Ghiberti i Filippo Brunelleschi, aquest últim amb el suport de Cosme de Mèdici. Ghiberti havia guanyat un concurs per a un parell de portes de bronze per al Baptisteri el 1401 i la competència entre els dos va continuar sent forta per tota la vida. Brunelleschi va guanyar i va rebre l'encàrrec.
Ghiberti, nomenat coadjutor, va cobrar un salari equivalent al de Brunelleschi i, tot i que cap dels dos va rebre el premi anunciat de 200 florins, se li va prometre el mateix reconeixement, tot i que va dedicar la major part del seu temps a altres projectes. Quan Brunelleschi va emmalaltir o va fingir que estava malalt, el projecte va estar breument en mans de Ghiberti. Però Ghiberti aviat va haver d'admetre que tot el projecte li superava les possibilitats. El 1423, Brunelleschi va tornar a estar al càrrec i va assumir la responsabilitat exclusiva.
La construcció de la cúpula va començar el 1420 i es va acabar el 1436. La catedral va ser consagrada pel papa Eugeni IV el 25 de març de 1436, el primer dia de l'any segons el calendari florentí. Va ser la primera cúpula "octogonal" de la història que es va construir sense una estructura de suport temporal de fusta. Durant la consagració de 1436 es va interpretar el motet Nuper rosarum flores de Guillaume Dufay .
La decoració de l'exterior de la catedral, iniciada al segle XIV, va quedar inacabada després de les obres inicials realitzades per Arnolfo di Cambio, cosa que va portar Lorenzo de' Medici a iniciar un concurs de disseny per a la façana entre 1490 i 1491. El concurs finalment no va arribar enlloc, i la façana no es va completar fins al 1887, quan es va completar la façana de marbre policromat amb el disseny d'Emilio De Fabris. El terra de l'església va ser revestit amb rajoles de marbre al segle XVI.

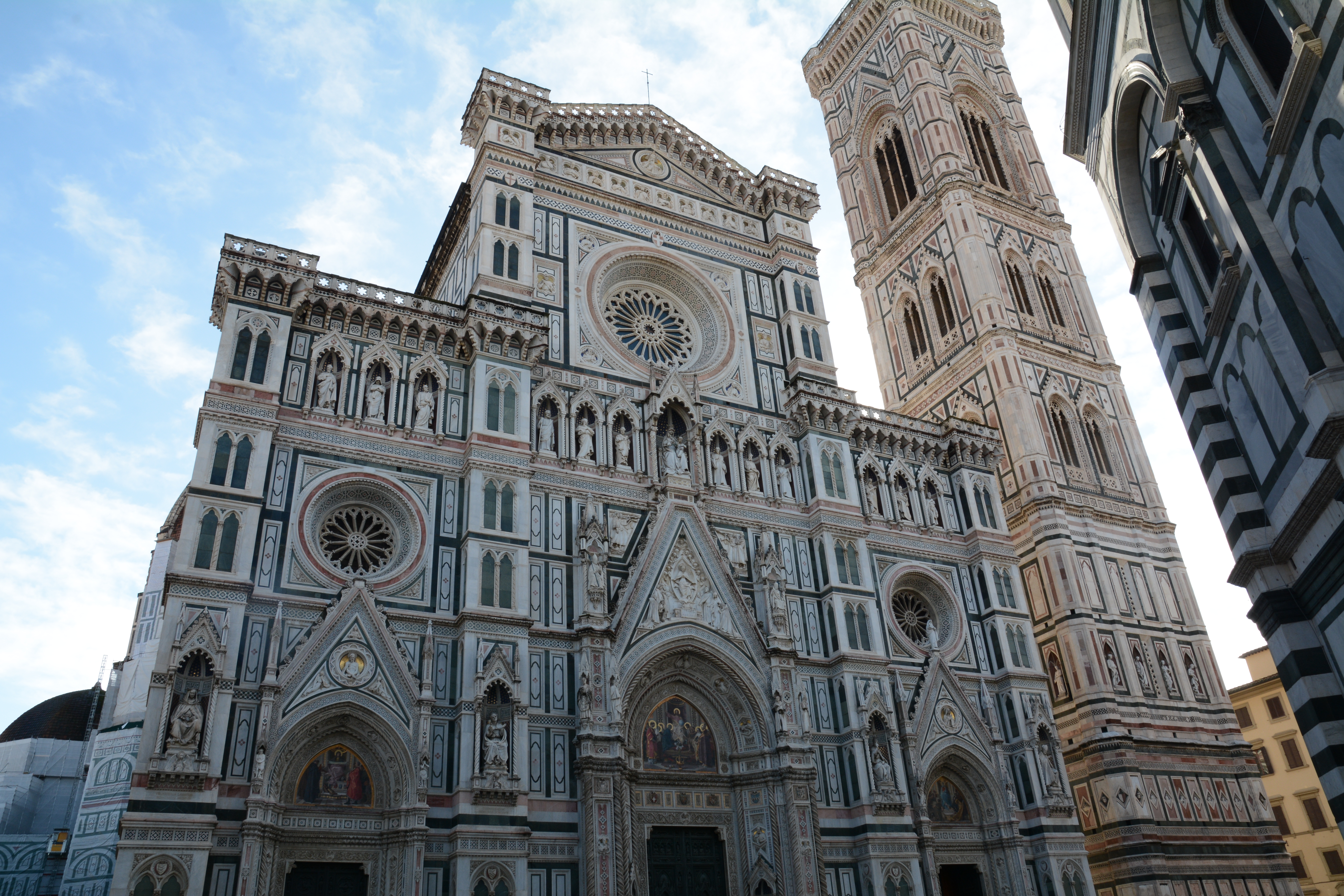
Façana oest amb el campanar

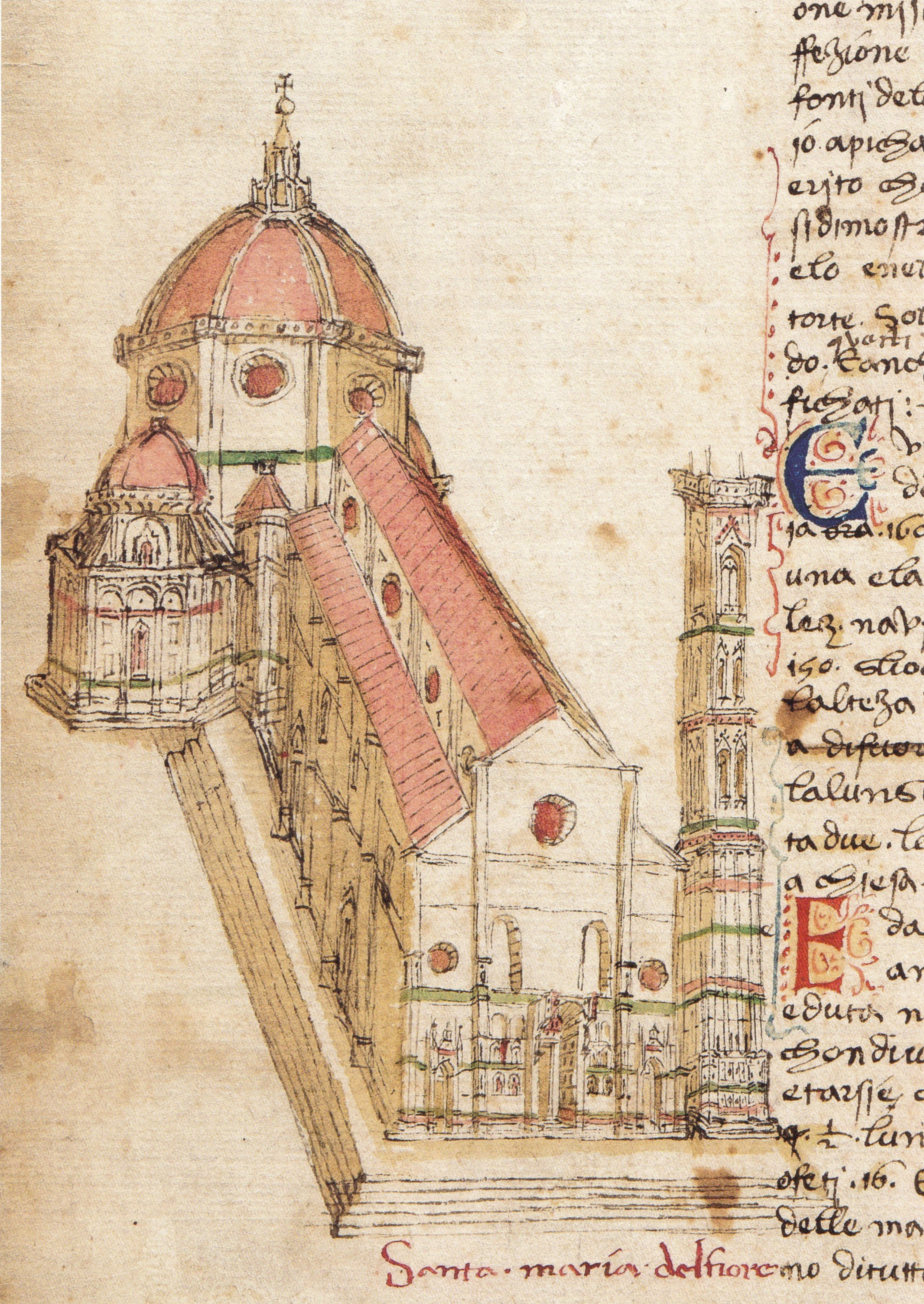
La catedral tal com es representa al Codex Rustici de 1447

Els murs exteriors estan revestits de bandes verticals i horitzontals alternes de marbre policromat de Carrara (blanc), Prato (verd), Siena (vermell), Lavenza i alguns altres llocs. Aquestes bandes de marbre havien de repetir les bandes ja existents a les parets del baptisteri adjacent anterior, el Battistero di San Giovanni, i el campanar de Giotto. Hi ha dues portes laterals: les Portes dels Canonics (costat sud) i la Porta de la Mandorla (costat nord) amb escultures de Nanni di Banco, Donatello i Jacopo della Quercia. Les sis finestres laterals, notables per les seves delicades traceries i ornaments, estan separades per pilastres. Només les quatre finestres més properes al transsepte deixen entrar la llum; les altres dues són merament ornamentals. Les finestres del trifori són rodones, una característica comuna del gòtic italià.

## Exterior

### Pla i estructura
La catedral de Florència està construïda com una basílica, amb una àmplia nau central de quatre trams quadrats, amb una naus laterals a cada costat. El presbiteri i els transseptes són de planta poligonal idèntica, separats per dues capelles poligonals més petites. Tot el pla forma una creu llatina. La nau i les naus laterals estan separades per amplis arcs gòtics apuntats que descansen sobre pilars compostos.
La catedral de Florència està construïda com una basílica, amb una àmplia nau central de quatre trams quadrats, amb una naus laterals a cada costat. El presbiteri i els transseptes són de planta poligonal idèntica, separats per dues capelles poligonals més petites. Tot el pla forma una creu llatina. La nau i les naus laterals estan separades per amplis arcs gòtics apuntats que descansen sobre pilars compostos.
Les dimensions de l'edifici són enormes: superfície construïda 8,300 m², longitud 153 m, amplada 38 m, amplada al pas 90 m. L'alçada dels arcs de les naus és 23 m. L'alçada de la cúpula és 114.5 m.

## La façana
Un dibuix a tinta de mitjans del segle XV d'aquesta anomenada façana de Giotto és visible al Codex Rustici i al dibuix de Bernardino Poccetti del 1587, tots dos exposats al Museu de l'Òpera del Duomo. Aquesta façana va ser obra col·lectiva de diversos artistes, entre ells Andrea Orcagna i Taddeo Gaddi. Aquesta façana original només es va completar a la part inferior i després es va deixar inacabada.
La façana de la catedral va ser desmantellada entre 1587 i 1588 per l'arquitecte de la cort dels Mèdici, Bernardo Buontalenti, per encàrrec del Gran Duc Francesc I de Mèdici, ja que semblava totalment antiquada a l'època del Renaixement. Algunes de les escultures originals estan exposades al Museu de l'Òpera del Duomo, darrere de la catedral. D'altres són ara al Museu de Berlín i al Louvre.
El 1864 es va dur a terme un concurs per al disseny de la nova façana, que va guanyar l'arquitecte Emilio De Fabris amb el seu projecte neogòtic basat en el campanar adjacent i en els portals dels costats de la catedral, que combinava el marbre blanc, verd i rosa. Es va començar a bastir el 1876 i es va acabar el 1887. Les grans portes de bronze daten de 1899-1903.
La maqueta de fusta de la façana del Buontalenti està exposada al Museu de l'Òpera del Duomo. En anys posteriors es van proposar alguns dissenys nous, però els models (de Giovanni Antonio Dosio, Giovanni de' Medici amb Alessandro Pieroni i Giambologna) no van ser acceptats. La façana va quedar nua fins al segle XIX.

El 1864, Emilio De Fabris (1808–1883) va guanyar un concurs per dissenyar una nova façana el 1871. Les obres van començar el 1876 i es van acabar el 1887. Aquesta façana neogòtica de marbre blanc, verd i vermell forma una entitat harmoniosa amb la catedral, el campanar de Giotto i el Baptisteri.

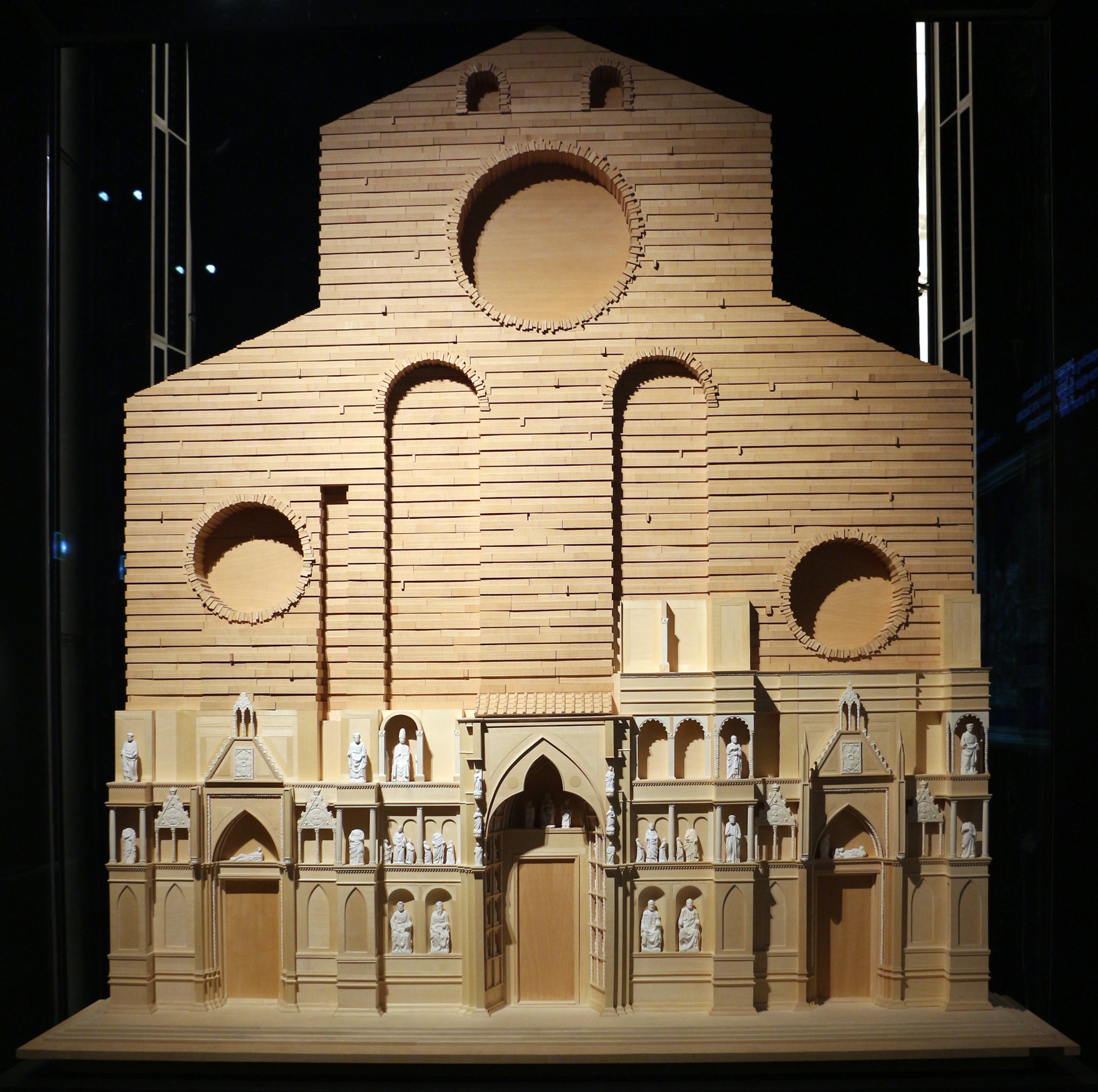
Maqueta de la façana medieval original al museu de la catedral
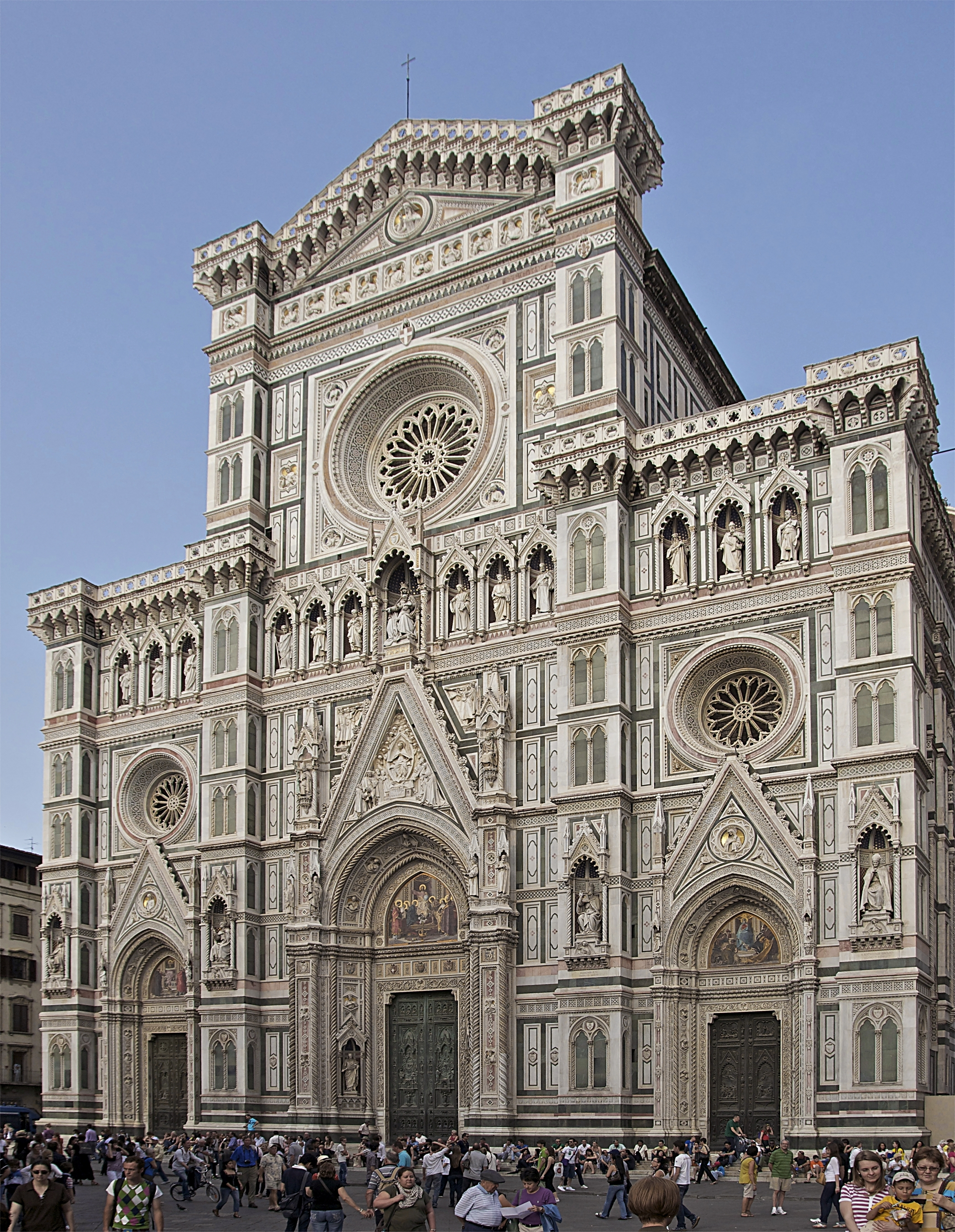
Façana moderna construïda al segle XIX
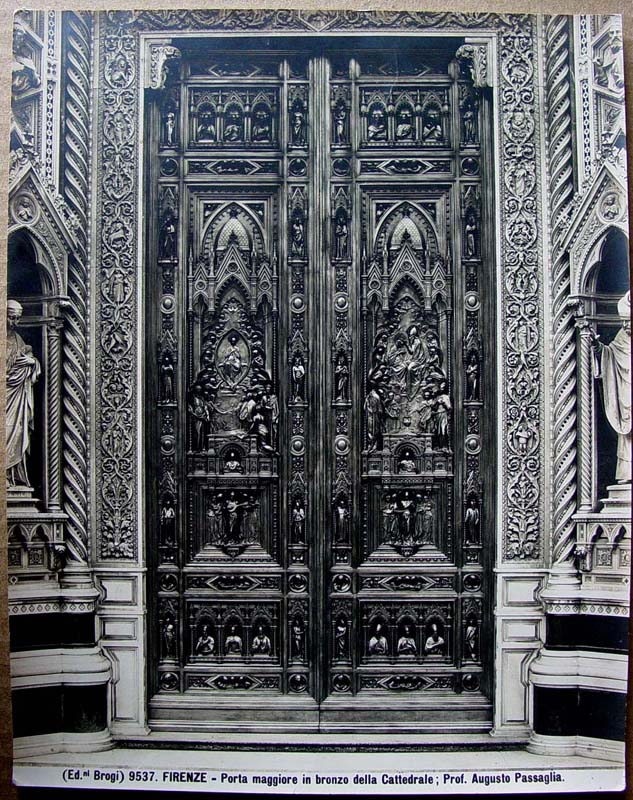
Portal principal d'Augusto Passaglia
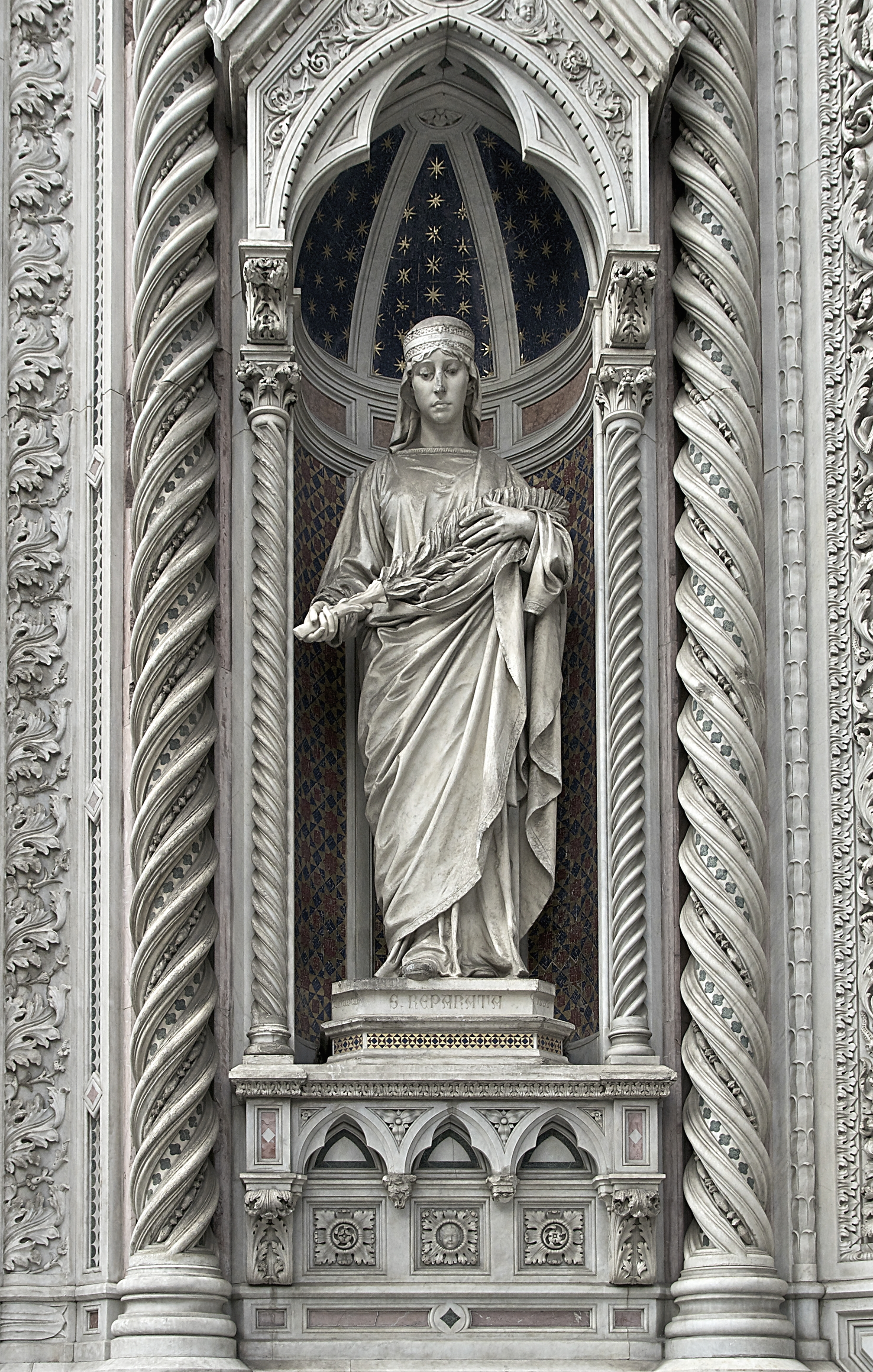
Estàtua de Santa Reparata, a qui estava dedicada l'anterior catedral, al portal principal

## Portal principal
Les tres enormes portes de bronze daten del 1899 al 1903. Estan adornats amb escenes de la vida de la Madonna. Els mosaics de les llunetes que hi ha sobre les portes van ser dissenyats per Niccolò Barabino. Representen (d'esquerra a dreta): la caritat entre els fundadors d'institucions filantròpiques florentines ; Crist entronitzat amb Maria i Joan Baptista; i artesans, comerciants i humanistes florentins. El frontó que hi ha sobre el portal central conté un mig relleu de Tito Sarrocchi que representa Maria entronitzada sostenint un ceptre florit. Giuseppe Cassioli va esculpir la porta de la dreta.
A la part superior de la façana hi ha una sèrie de nínxols amb els dotze apòstols i, al centre, la Mare de Déu amb el Nen. Entre la rosassa i el timpà, hi ha una galeria amb busts de grans artistes florentins.

## Escultura planificada per a l'exterior
Els supervisors de l'Oficina d'Obres de la Catedral de Florència, l'Arte della Lana, tenien previst encarregar una sèrie de dotze grans escultures de l'Antic Testament per als contraforts de la catedral. Donatello, que aleshores tenia poc més de vint anys, va rebre l'encàrrec de tallar una estàtua de David el 1408 per coronar un dels contraforts de la catedral de Florència, tot i que mai no hi va arribar a col·locar. Nanni di Banco va rebre l'encàrrec de tallar una estàtua de marbre d'Isaïes, a la mateixa escala, el mateix any. Una de les estàtues va ser aixecada al seu lloc el 1409, però es va descobrir que era massa petita per ser fàcilment visible des de terra i va ser enderrocada; ambdues estàtues van romandre al taller de l' òpera durant diversos anys. El 1410, Donatello va fer la primera de les estàtues, una figura de Josuè en terracota. Entre el 1409 i el 1411, Donatello va fer una estàtua de Sant Joan Evangelista que fins al 1588 es trobava en un nínxol de l'antiga façana de la catedral. Entre 1415 i 1426, Donatello va crear cinc estàtues per al campanar de Santa Maria del Fiore a Florència, també conegut com el Duomo. Aquestes obres són El profeta imberbe ; El profeta barbut (ambdues del 1415); El sacrifici d'Isaac (1421); Habacuc (1423-25); i Jeremies (1423-26); que segueixen els models clàssics d'oradors i es caracteritzen per forts detalls de retrats. Una figura d'Hèrcules, també de terracota, va ser encarregada a l'escultor florentí Agostino di Duccio el 1463 i va ser feta potser sota la direcció de Donatello. Una estàtua de David de Miquel Àngel es va completar entre 1501 i 1504, tot i que no es va poder col·locar al contrafort a causa del seu pes de sis tones. El 2010, una rèplica de fibra de vidre del "David" va ser col·locada durant un dia a la catedral de Florència.

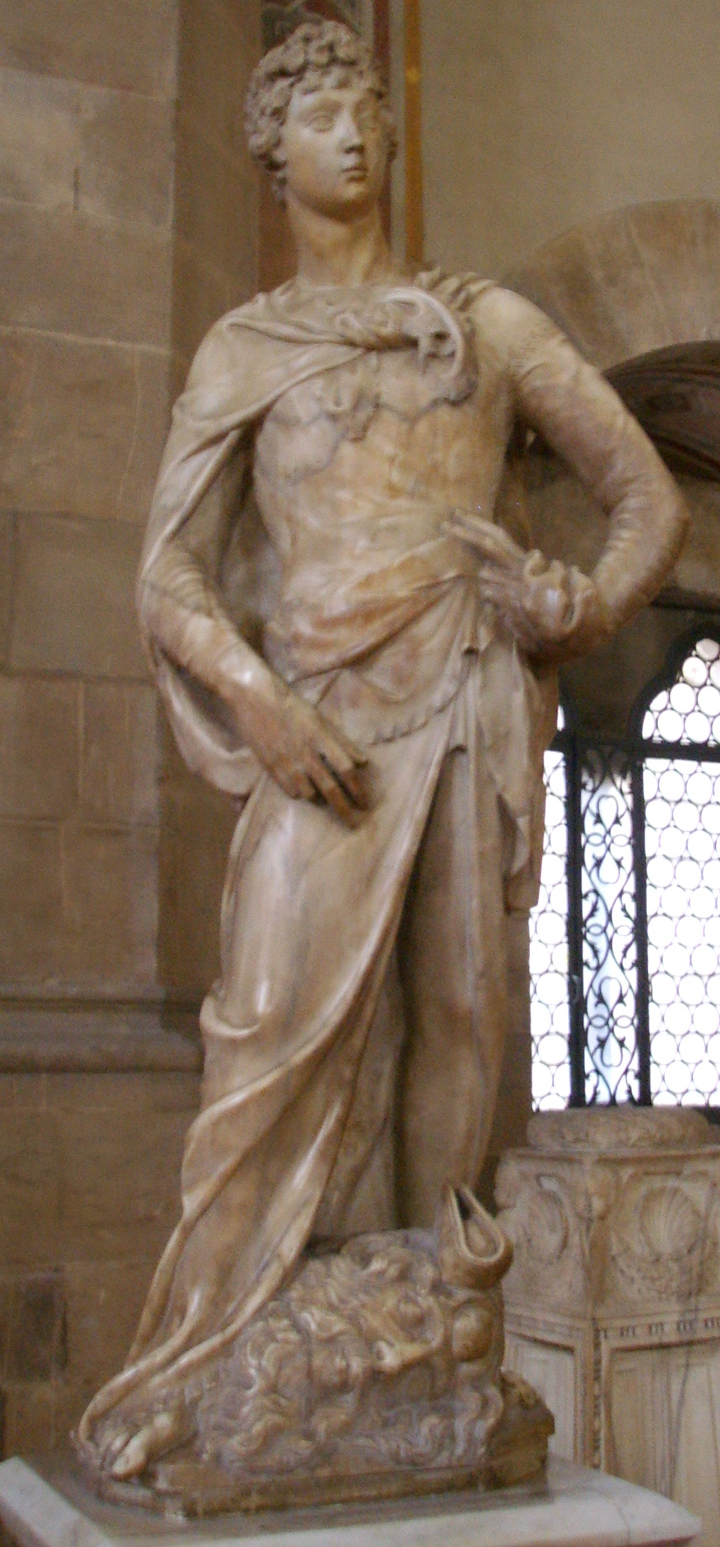
Donatello primera versió de David (1408–09). Museo Nazionale del Bargello, Florència. Alçada 191 cm.
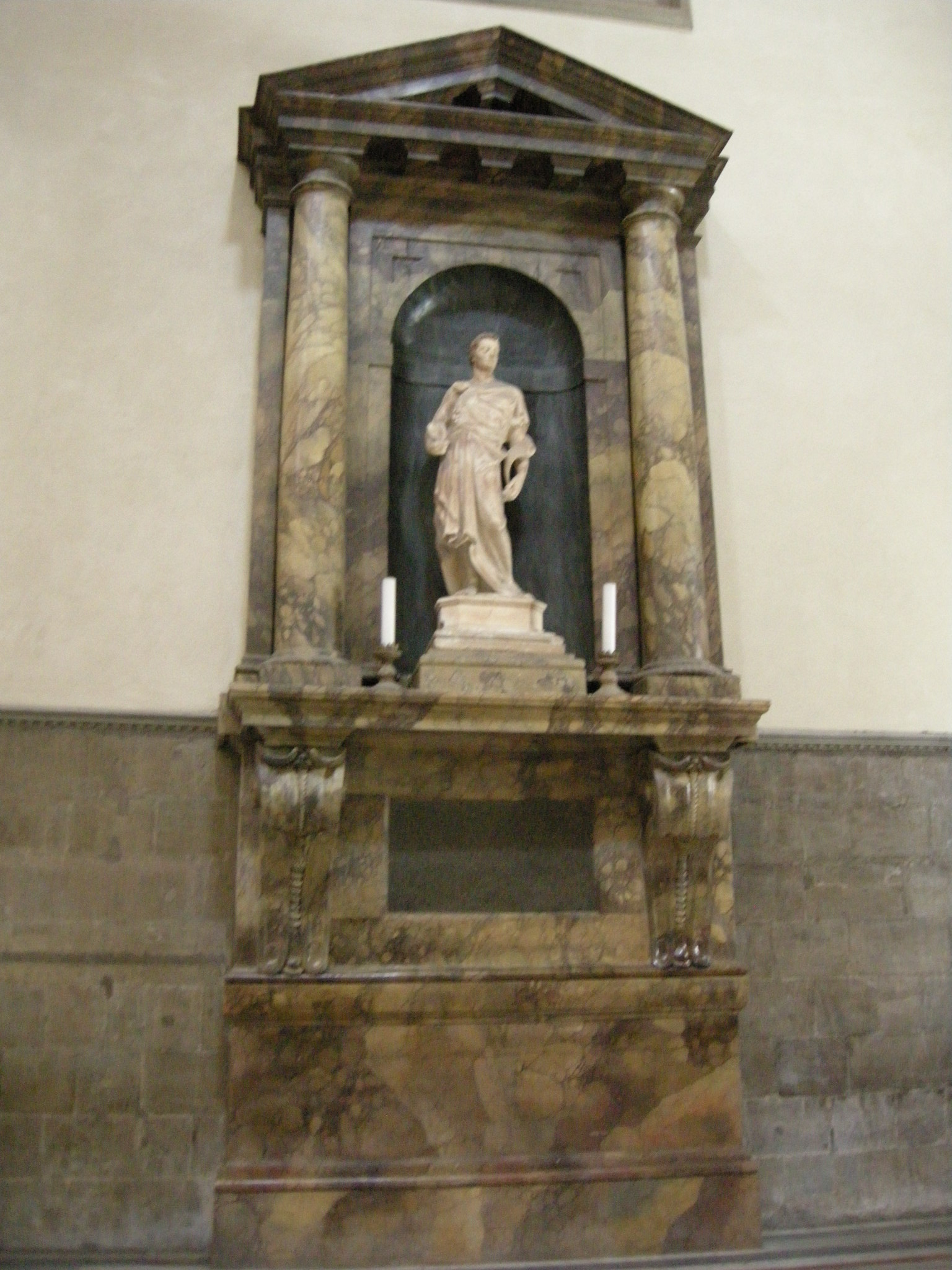
Possible estàtua d'"Isaïes" de Nanni di Banco
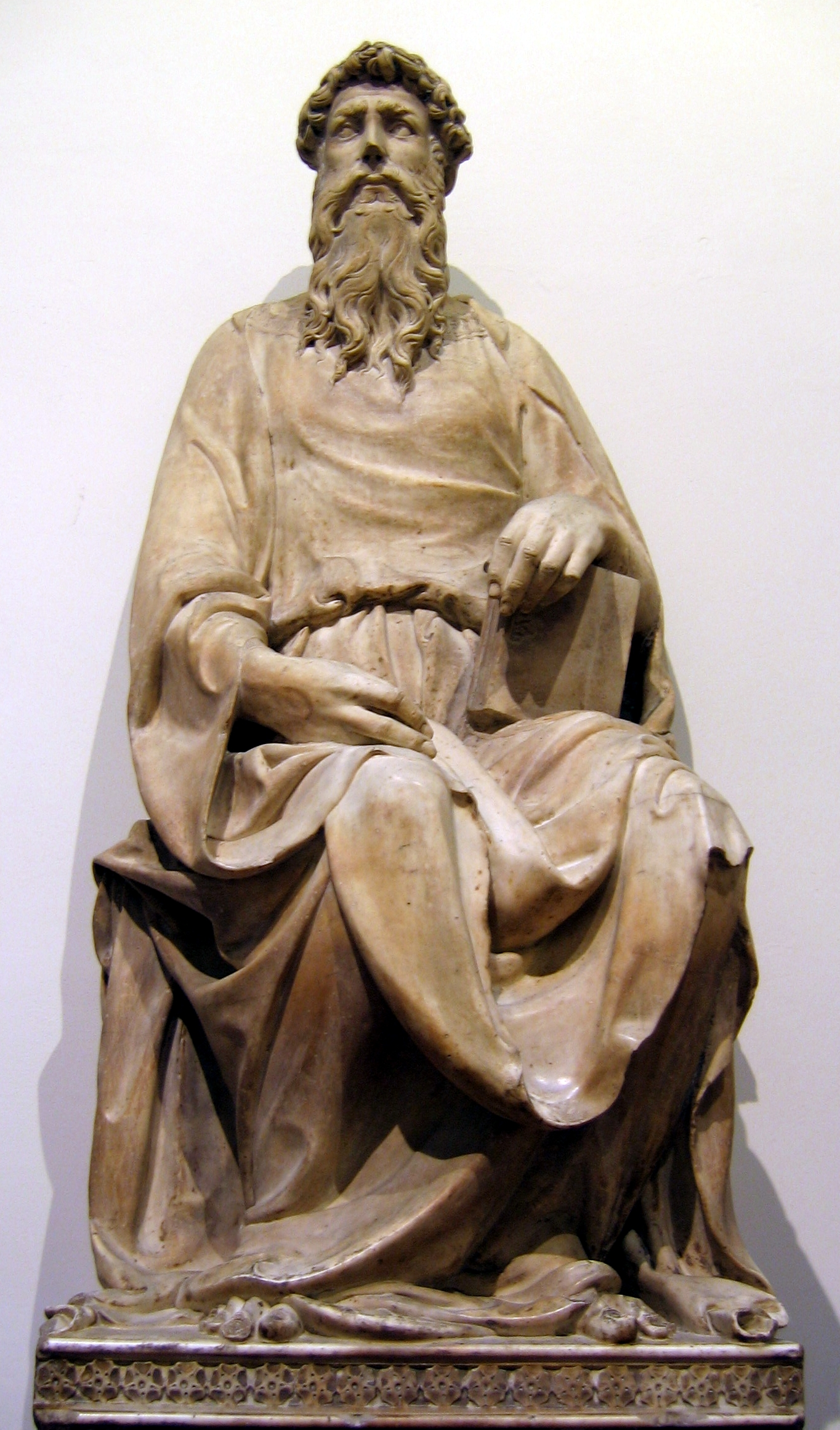
Figura colossal asseguda de Sant Joan Evangelista de Donatello; 1409–11
Una rèplica de fibra de vidre de l'estàtua del David de Miquel Àngel [vista des del nord]. Aquesta era la ubicació original prevista per a l'estàtua.

## Cúpula

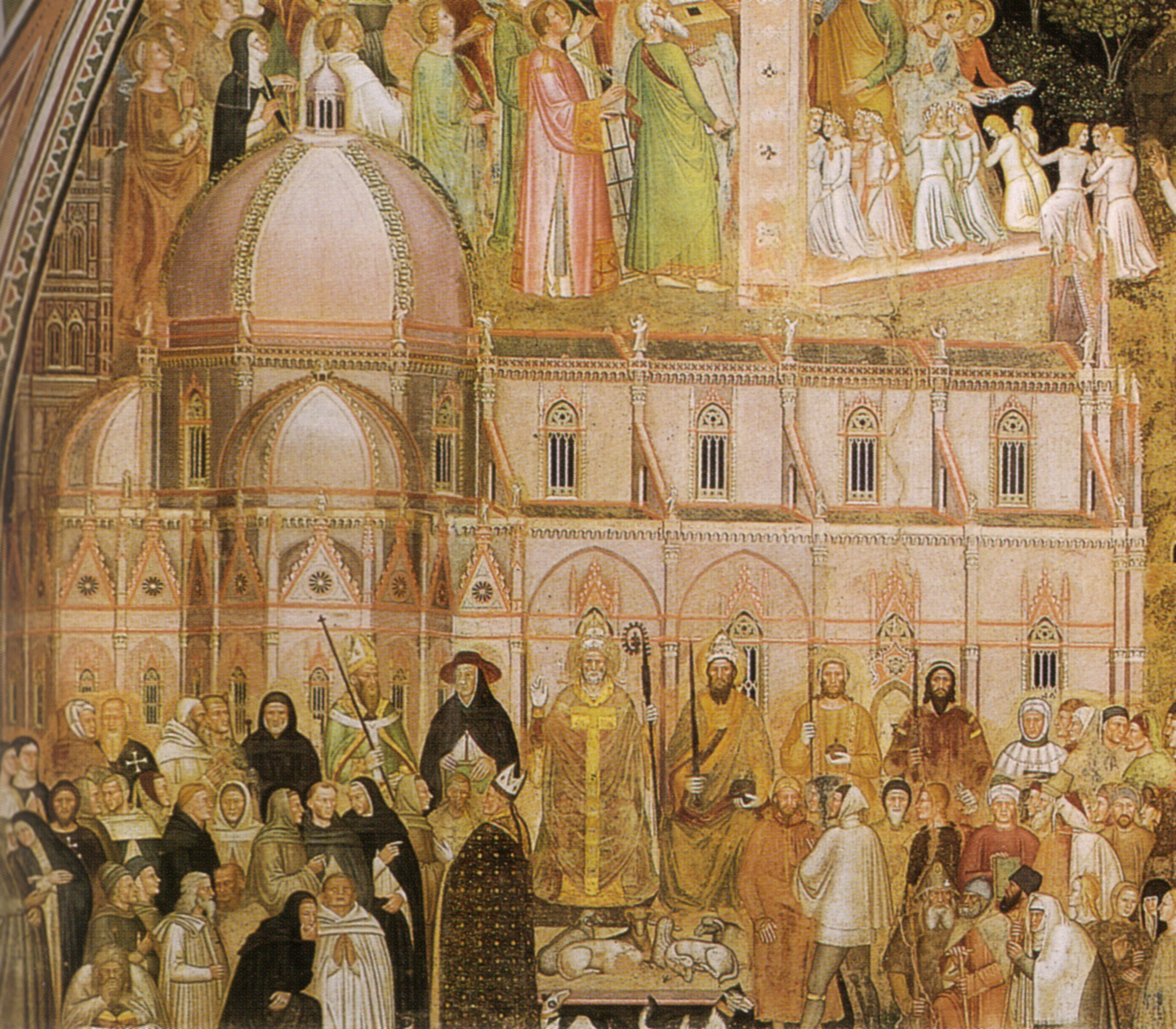
El Duomo, com si estigués acabat, en un fresc d'Andrea di Bonaiuto, pintat a la dècada de 1360, abans de començar la cúpula.

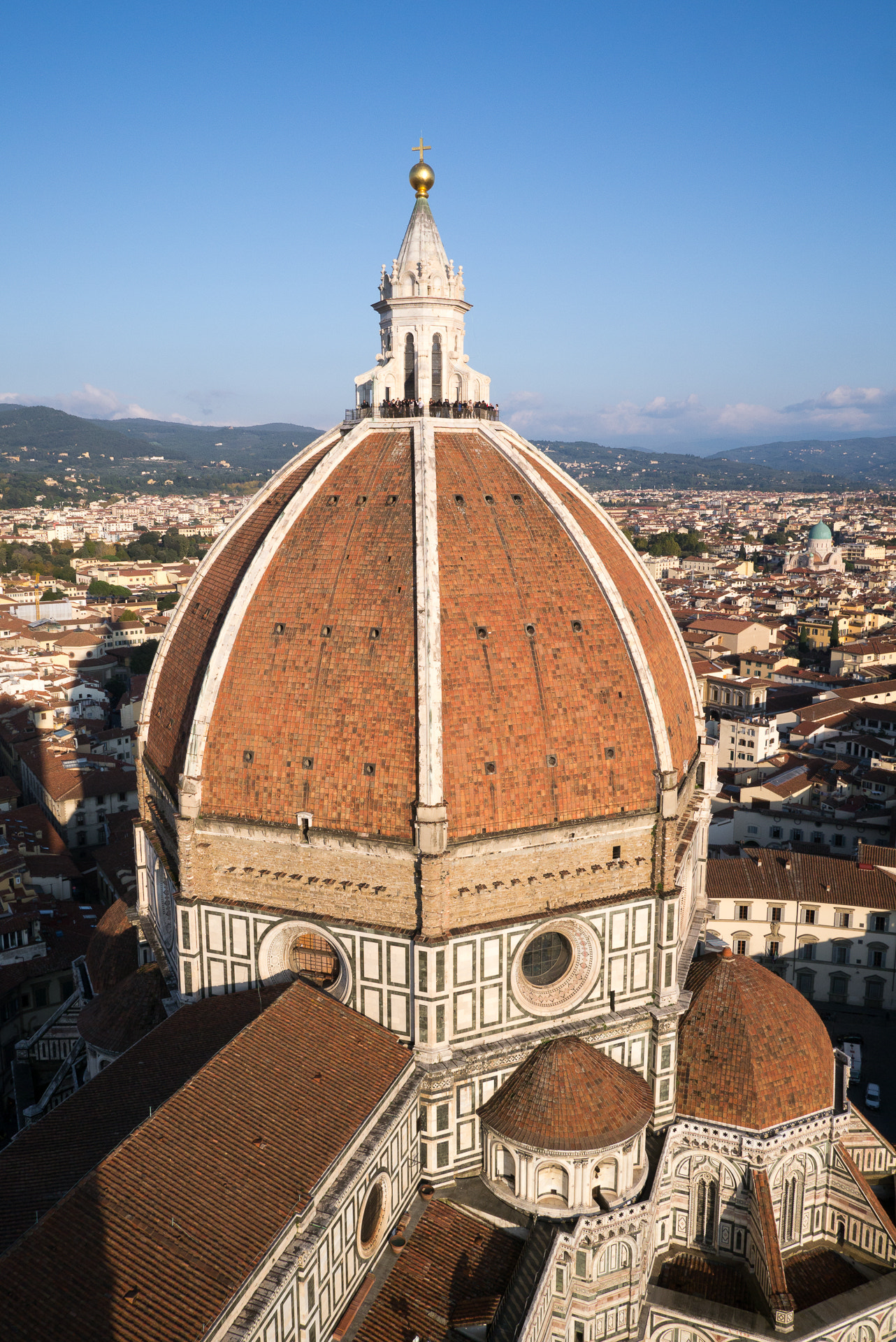
Vista de prop de la cúpula

Després de cent anys de construcció i a principis del segle xv, a l'estructura encara li faltava la cúpula. Les característiques bàsiques de la cúpula van ser dissenyades per Arnolfo di Cambio el 1296. El seu model de maó, 4.6 m d'alçada, 9.2 m de llarg, es trobava en un passadís lateral de l'edifici inacabat i havia estat sacrosant durant molt de temps. Demanava una cúpula octogonal més alta i ampla que qualsevol que s'hagués construït mai, sense contraforts externs per evitar que s'eixamplés i caigués pel seu propi pes.
El compromís de rebutjar els contraforts gòtics tradicionals es va fer quan es va escollir el model de Neri di Fioravanti en lloc d'un de competidor de Giovanni di Lapo Ghini. Aquella elecció arquitectònica, el 1367, va ser un dels primers esdeveniments del Renaixement italià, marcant una ruptura amb l'estil gòtic medieval i un retorn a la clàssica cúpula mediterrània. Els arquitectes italians consideraven els arcbotants gòtics com a improvisades lletges. A més, l'ús de contraforts estava prohibit a Florència, ja que l'estil era el preferit pels enemics tradicionals del centre d'Itàlia al nord. El model de Neri representava una cúpula interior massiva, oberta a la part superior per deixar passar la llum, com el Panteó de Roma, parcialment sostinguda per la cúpula interior, però tancada en una closca exterior més prima per protegir-la de les inclemències del temps. Havia d'estar situat sobre un tambor octogonal sense apuntalaments. La cúpula de Neri necessitaria una defensa interna contra la propagació (tensió circular), però encara no se n'havia dissenyat cap.
La construcció d'una cúpula de maçoneria d'aquest tipus va plantejar molts problemes tècnics. Brunelleschi va buscar solucions a la gran cúpula del Panteó de Roma. La cúpula del Panteó és una única closca de formigó, la fórmula de la qual s'havia oblidat fa temps. El Panteó havia emprat un centratge estructural per suportar la cúpula de formigó mentre s'enduria. Aquesta no podria ser la solució en el cas d'una cúpula d'aquestes dimensions i deixaria l'església fora d'ús. Per l'alçada i l'amplada de la cúpula dissenyada per Neri, començant des 52 m  per sobre del terra i abastant 44 m, no hi havia prou fusta a la Toscana per construir les bastides i els motlles. Brunelleschi va optar per seguir aquest disseny i va emprar una doble closca (un tipus de construcció de cúpula que es va desenvolupar sota l'Imperi Seljúcida) feta de gres i marbre. Brunelleschi hauria de construir la cúpula de maó, a causa del seu pes lleuger en comparació amb la pedra i de ser més fàcil de formar, i sense res a sota durant la construcció. Per il·lustrar el seu pla estructural proposat, va construir una maqueta de fusta i maó amb l'ajuda de Donatello i Nanni di Banco, una maqueta que encara s'exhibeix al Museo dell'Opera del Duomo. El model va servir de guia per als artesans, però era intencionadament incomplet, per tal d'assegurar el control de Brunelleschi sobre la construcció.

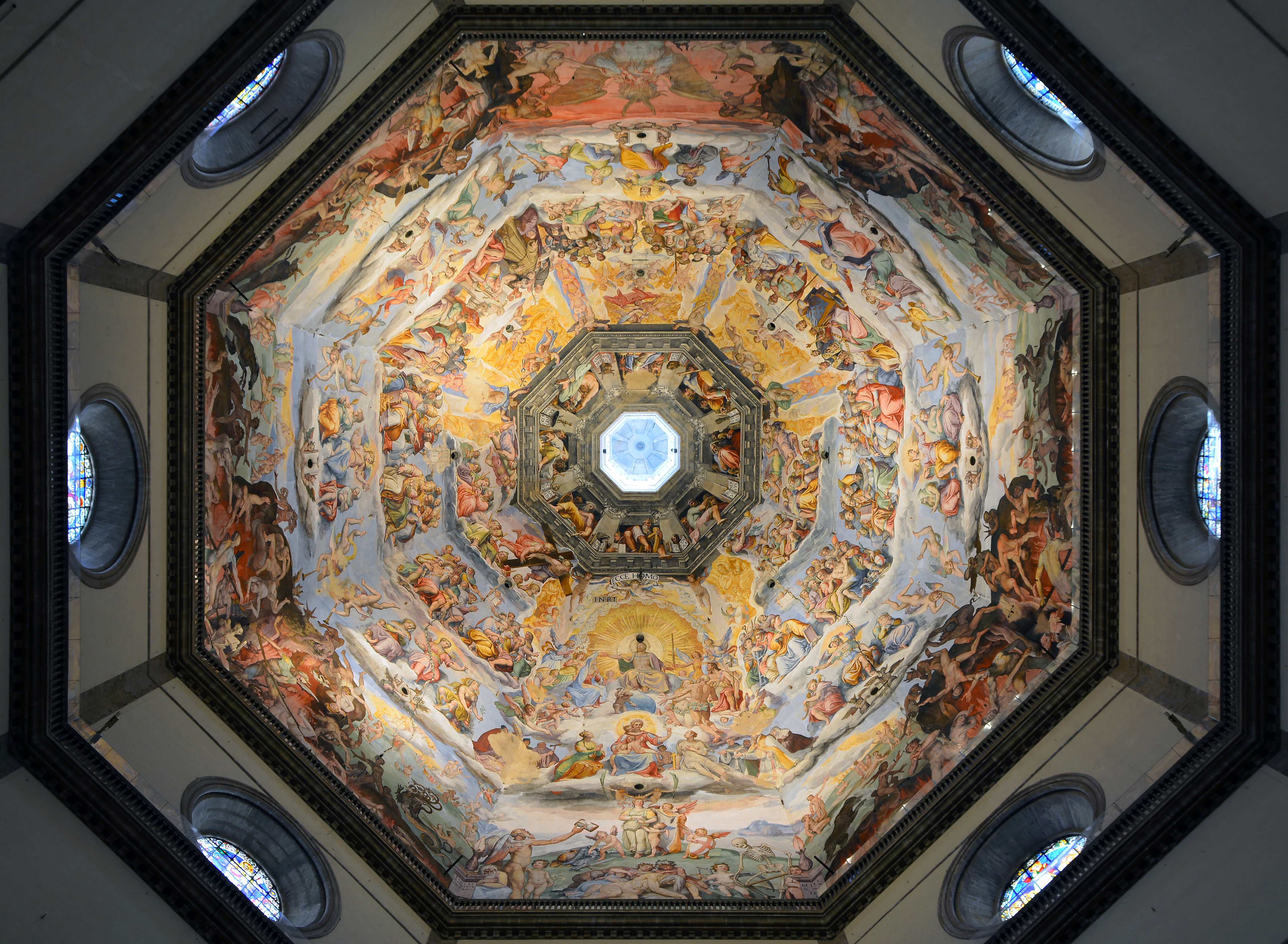
Interior de la cúpula

Les solucions de Brunelleschi eren enginyoses. El problema de l'extensió es va resoldre amb un conjunt de quatre cadenes horitzontals internes de pedra i ferro, que servien com a cèrcols de barril, incrustades dins de la cúpula interior: una a la part superior, una a la part inferior, amb les dues restants espaiades uniformement entre elles. Una cinquena cadena, feta de fusta, es va col·locar entre la primera i la segona de les cadenes de pedra. Com que la cúpula era octogonal en lloc de rodona, una simple cadena, estrenyent la cúpula com un cèrcol de barril, hauria exercit tota la pressió sobre les vuit cantonades de la cúpula. Les cadenes havien de ser octògons rígids, prou rígides per mantenir la seva forma, per tal de no deformar la cúpula mentre la mantenien unida.
Cadascuna de les cadenes de pedra de Brunelleschi va ser construïda com una via de ferrocarril octogonal amb raïls paral·lels i travessers, tots fets de bigues de gres 43 centímetres de diàmetre i no més de 2.3 m  de llarg. Els raïls estaven connectats extrem amb extrem amb empalmes de ferro vidriat amb plom. Els travessers i els baranes es van unir i després es van cobrir amb els maons i el morter de la cúpula interior. Es poden veure els travessers de la cadena inferior que sobresurten del tambor a la base de la cúpula. Els altres estan amagats. Se suposava que cada cadena de pedra estava reforçada amb una cadena de ferro estàndard feta d'enllaços entrellaçats, però un estudi magnètic realitzat a la dècada de 1970 no va detectar cap evidència de cadenes de ferro, que si existeixen, estan profundament incrustades en les gruixudes parets de maçoneria. Brunelleschi també va incloure "costelles" verticals situades a les cantonades de l'octògon, corbant-se cap al punt central. Les costelles, 4 m de profunditat, estan suportades per 16 costelles ocultes que irradien des del centre. Les costelles tenien escletxes per agafar bigues que suportaven plataformes, permetent així que l'obra progressés cap amunt sense necessitat de bastides.

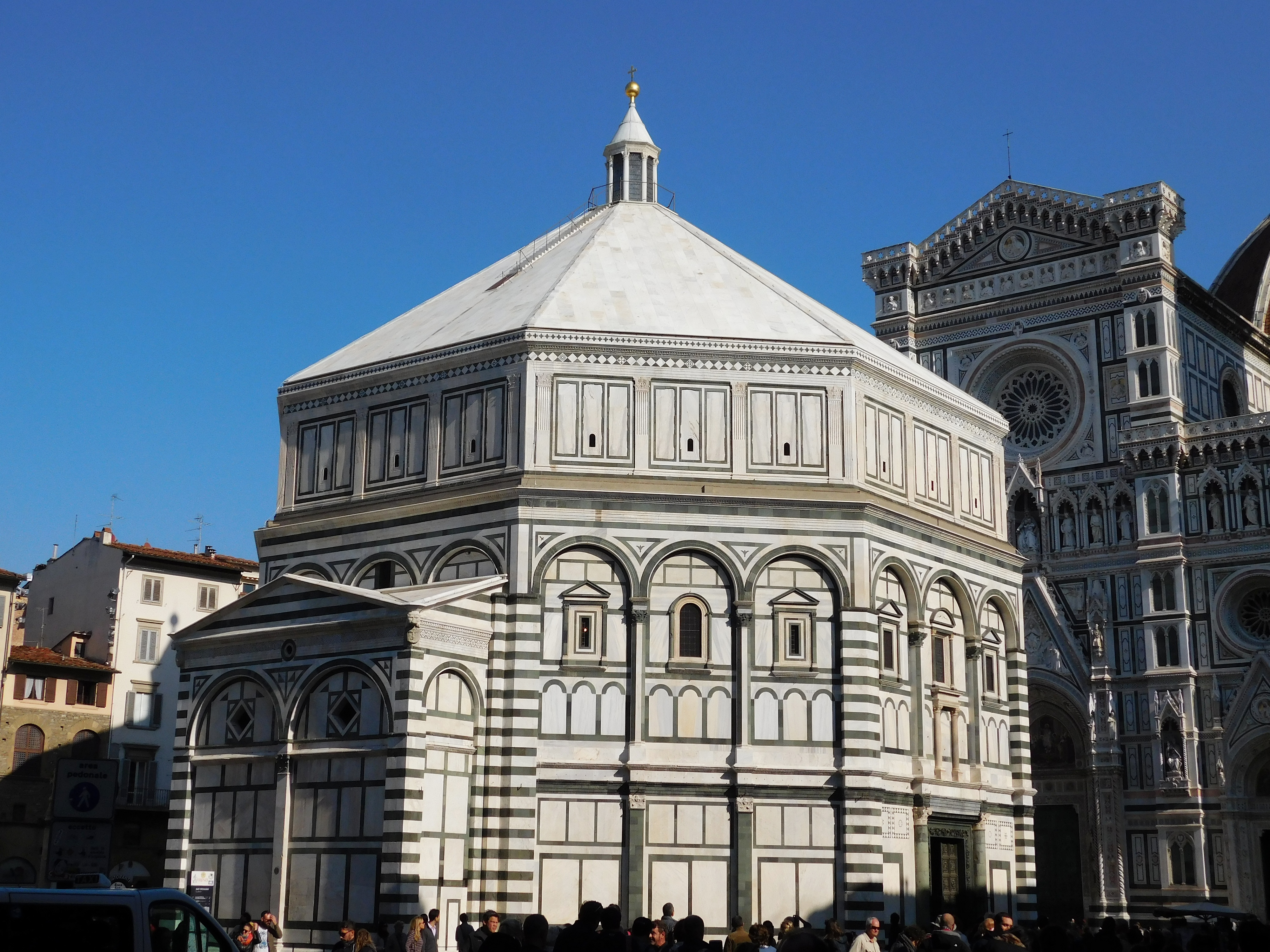
Baptisteri de Sant Joan al costat de la catedral

Una cúpula circular de maçoneria es pot construir sense suports, anomenats centratges, perquè cada filera de maons és un arc horitzontal que resisteix la compressió. A Florència, la cúpula interior octogonal era prou gruixuda perquè s'hi pogués incrustar un cercle imaginari a cada nivell, una característica que finalment aguantaria la cúpula, però que no podia mantenir els maons al seu lloc mentre el morter encara estava humit. Brunelleschi va utilitzar un patró de maons en espiga per transferir el pes dels maons acabats de col·locar a les nervadures verticals més properes de la cúpula no circular.
La cúpula exterior no era prou gruixuda per contenir cercles horitzontals incrustats, ja que només tenia 60 cm de gruix a la base i 30 cm de gruix a la part superior. Per crear aquests cercles, Brunelleschi va engruixir la cúpula exterior a l'interior de les seves cantonades en nou elevacions diferents, creant nou anells de maçoneria, que es poden observar avui dia des de l'espai entre les dues cúpules. Per contrarestar la tensió del cèrcol, la cúpula exterior depèn completament de la fixació a la cúpula interior i no té cadenes incrustades.

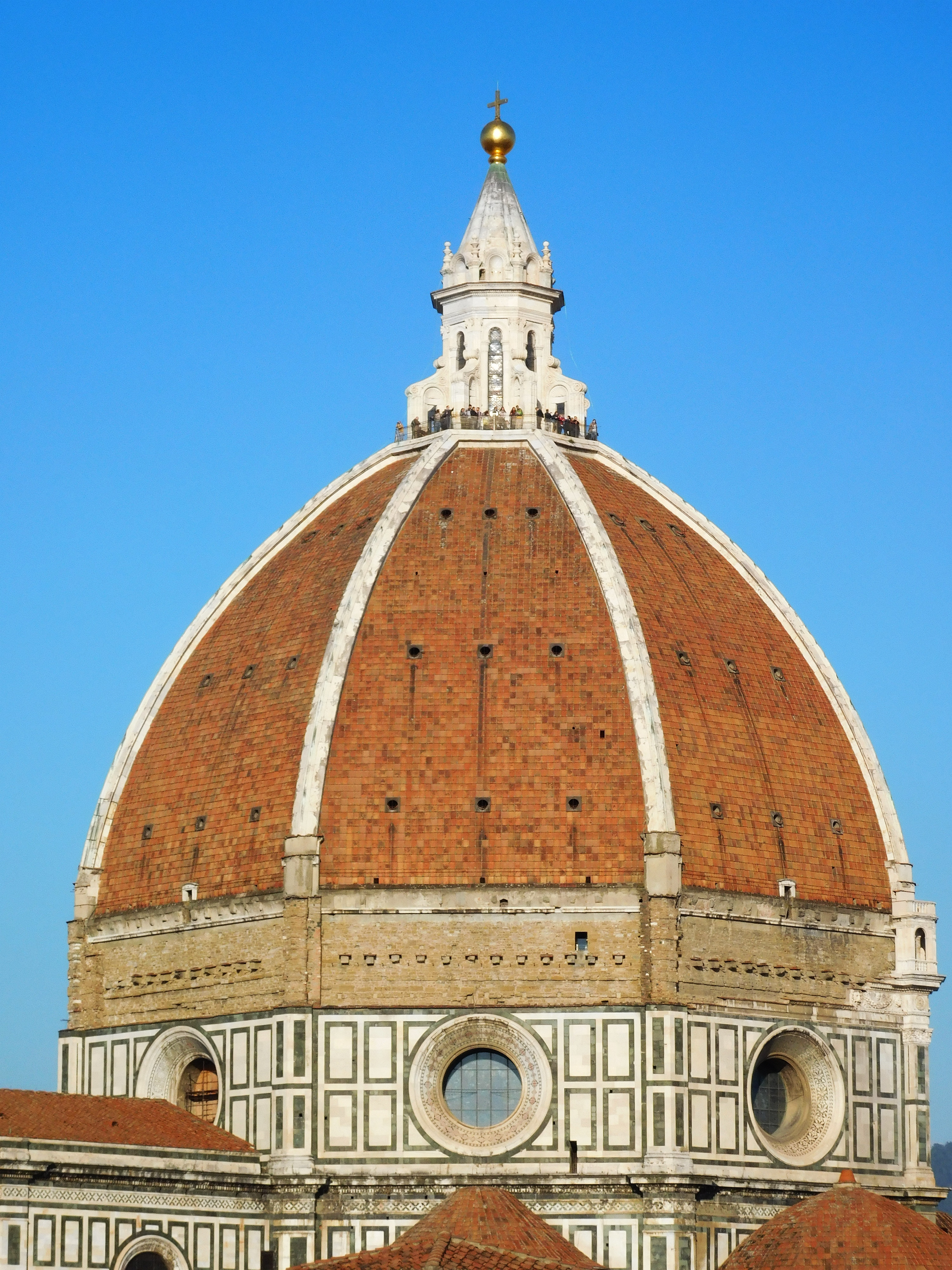
Cúpula de la Dome

Una comprensió moderna de les lleis físiques i les eines matemàtiques per calcular tensions eren d'aquí a segles. Brunelleschi, com tots els constructors de catedrals, havia de confiar en la intuïció i en tot allò que pogués aprendre de les maquetes a gran escala que construïa. Per aixecar 37.000 tones de material, incloent-hi més de 4 milions de maons, va inventar màquines elevadores i grípies per aixecar pedres grans. Aquestes màquines especialment dissenyades i les seves innovacions estructurals van ser la principal contribució de Brunelleschi a l'arquitectura. Tot i que estava executant un pla estètic fet mig segle abans, és el seu nom, més que el de Neri, el que s'associa habitualment amb la cúpula.
Es va qüestionar la capacitat de Brunelleschi per coronar la cúpula amb una cúpula i va haver de sotmetre's a un altre concurs, tot i que hi havia proves que Brunelleschi havia estat treballant en un disseny per a una llanterna per a la part superior de la cúpula. L'evidència es mostra en la curvatura, que es va fer més pronunciada que la del model original. Va ser declarat guanyador per sobre dels seus competidors Lorenzo Ghiberti i Antonio Ciaccheri. El seu disseny (ara exposat al Museu de l'Òpera del Duomo) era una llanterna octogonal amb vuit contraforts radiants i vuit finestres d'arc alt. La construcció de la llanterna es va començar uns mesos abans de la seva mort el 1446. Aleshores, durant 15 anys, va ser possible fer poc progrés, a causa de les reformes de diversos arquitectes. La llanterna va ser finalment completada per l'amic de Brunelleschi, Michelozzo, el 1461. El sostre cònic va ser coronat amb una bola i una creu de coure daurat, que contenien relíquies sagrades, per Verrocchio el 1469. Això eleva l'alçada total de la cúpula i la llanterna a 114.5 m. Aquesta bola de coure va ser impactada per un llamp el 17 de juliol de 1600 i va caure. Va ser substituït per un de més gran dos anys més tard.
L'encàrrec d'aquesta bola de coure daurat [a sobre de la cúpula] va ser per a l'escultor Andrea del Verrocchio, al taller del qual hi havia en aquell moment un jove aprenent anomenat Leonardo da Vinci. Fascinat per les màquines de Filippo [Brunelleschi], que Verrocchio feia servir per aixecar la pilota, Leonardo en va fer una sèrie d'esbossos i, per tant, sovint se li atribueix el mèrit de la seva invenció.
Leonardo també podria haver participat en el disseny de la bola de bronze, tal com s'indica al manuscrit G de París "Recordeu com vam soldar la bola de Santa Maria del Fiore".
Les decoracions de la galeria del tambor de Baccio d'Agnolo mai es van acabar després de ser desaprovades per ningú menys que Michelangelo.
Una enorme estàtua de Brunelleschi es troba ara davant del Palazzo dei Canonici a la Piazza del Duomo, mirant pensativament cap al seu major assoliment, la cúpula que dominaria per sempre el panorama de Florència. Encara és la cúpula de maçoneria més gran del món.
La construcció de la catedral va començar el 1296 amb el disseny d'Arnolfo di Cambio i es va completar el 1469 amb la col·locació de la bola de coure de Verrochio a sobre de la llanterna. Però la façana encara estava inacabada i ho estaria fins al segle XIX.

## La cúpula de Brunelleschi
El 1418 es va organitzar un concurs per projectar una nova cúpula, o duomo, per a la catedral. S'hi van presentar Lorenzo Ghiberti i Filippo Brunelleschi, i aquest darrer va guanyar el concurs amb el seu original disseny octagonal, que permetia aixecar la cúpula sense necessitat de fer servir contraforts. Malgrat el concurs, tots dos arquitectes foren encarregats de dur endavant les obres, però la cosa no va funcionar i Brunelleschi aviat en va assumir la responsabilitat ell sol. L'obra de la cúpula va començar el 1420 i es va enllestir el 1436; la catedral fou consagrada pel papa Eugeni IV el 25 de març d'aquell mateix any. Era la primera cúpula "octagonal" de la història (el Panteó de Roma, una cúpula circular, es va construir entre els anys 118 i 128 de la nostra era sense estructures de suport) que s'aixecava sense utilitzar una bastida de fusta, i era la més gran construïda mai (encara avui és la cúpula de maçoneria més gran del món). La idea de Brunelleschi de rematar la cúpula amb un llanternó va ocasionar certa polèmica, que va haver de ser debatuda en un nou concurs d'adjudicació. Al final es va començar a construir pocs mesos abans de la seva mort el 1446 i la va enllestir el seu amic Michelozzo.

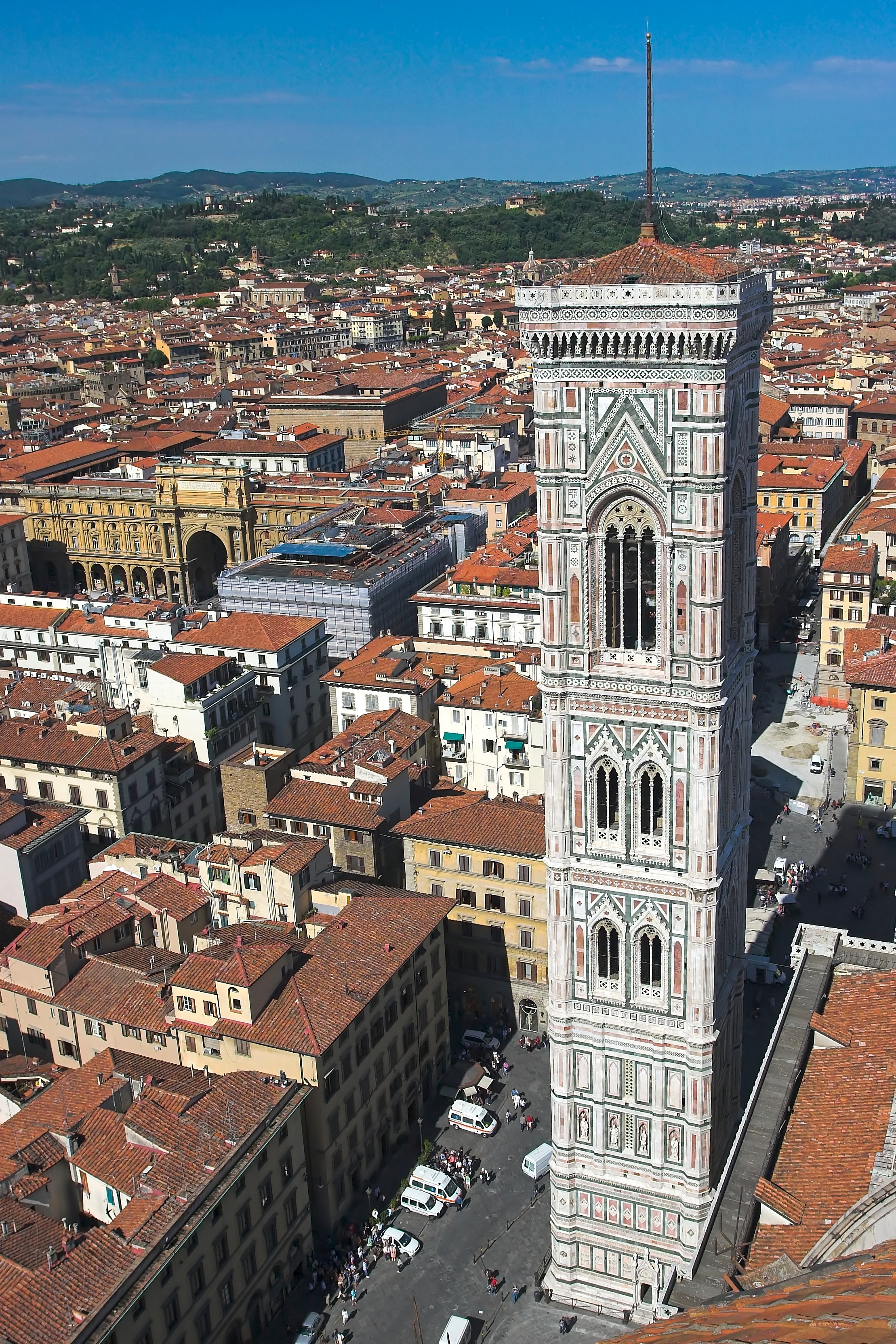
Campanar de Giotto

Una gran estàtua de Brunelleschi s'aixeca avui dia davant el Palazzo dei Canonici, a la Piazza del Duomo, que s'està assegut mirant pensativament cap a la seva obra cabdal, precursora de moltes consecucions arquitectòniques posteriors. Per exemple, a la cúpula també es van utilitzar reforços horitzontals de tirants de pedra i ferro, cosa que obria el camí a la imaginació per als reforços de ferro i acer que s'usarien segles més tard, com és el cas del formigó armat. Brunelleschi, doncs, va fer una contribució espectacular a l'arquitectura amb els seus enginys i grues especialment dissenyats per al projecte de la cúpula i les seves brillants tècniques constructives.

## Campanar de Giotto
Els seus fonaments es van cavar al voltant de la zona a principis de 1298, Santa Maria del Fiore quan el mestre paleta era Arnolfo di Cambio. La inusual posició de la torre, alineada amb la façana, reflecteix el desig de donar una gran importància com un senyal de fort centre vertical de la Episcopalis Insula, probablement més enllà de la necessitat pràctica per alliberar el punt de vista de l'absis de la gran cúpula, anunciada per projecte d'Arnolfo. El 1334 Giotto di Bondone el va reemplaçar en el seu paper de supervisor i va fer el campanar tal com és. Giotto va donar un disseny original de la torre, amb una terminació en 50 braces d'alt torre florentina piramidal (aproximadament 30 metres) que se suposa que és l'elevació total de 110–115 metres (en comptes de l'alçada actual és de 84,75 metres). Un dibuix al Museu de l'Òpera del Duomo de Siena és considerat per alguns estudiosos inspirats en aquest projecte.

## Interior
L'interior gòtic és vast i dóna una impressió de buit. La relativa nuesa de l'església es correspon amb l'austeritat de la vida religiosa, tal com predicava Girolamo Savonarola.
Moltes decoracions de l'església s'han perdut amb el pas del temps o s'han traslladat al Museu de l'Òpera del Duomo, com ara els magnífics púlpits cantorals (les galeries de cant dels coristes) de Luca della Robbia i Donatello.
Com que aquesta catedral va ser construïda amb fons públics, algunes obres d'art importants d'aquesta església honoren homes il·lustres i líders militars de Florència:
Lorenzo Ghiberti va tenir un gran impacte artístic a la catedral. Ghiberti va treballar amb Filippo Brunelleschi a la catedral durant divuit anys i va tenir un gran nombre de projectes a gairebé tot l'extrem est. Algunes de les seves obres van ser els dissenys de vitralls, el santuari de bronze de Sant Zenobí i els revestiments de marbre a l'exterior de la catedral.
- Dante davant la ciutat de Florència de Domenico di Michelino (1465). Aquesta pintura és especialment interessant perquè ens mostra, a part d'escenes de la Divina Comèdia, una vista de Florència el 1465, una Florència com la que el mateix Dante no hauria pogut veure en el seu temps.
- Monument funerari a Sir John Hawkwood de Paolo Uccello (1436). Aquest fresc gairebé monocrom, transferit a tela al segle XIX, està pintat en terra verda, un color més proper a la pàtina del bronze.
- Estàtua eqüestre de Niccolò da Tolentino d'Andrea del Castagno (1456). Aquest fresc, transferit sobre tela al segle XIX, en el mateix estil que l'anterior, està pintat en un color que s'assembla al marbre. Tanmateix, està més ricament decorat i dóna més la impressió de moviment. Ambdós frescos representen els condottieri com a figures heroiques cavalcant triomfalment. Tots dos pintors van tenir problemes a l'hora d'aplicar en la pintura les noves regles de la perspectiva a l'escurç: van utilitzar dos punts unificadors, un per al cavall i un altre per al pedestal, en comptes d'un únic punt unificador.
- Bustos de Giotto (de Benedetto da Maiano), Brunelleschi (de Buggiano – 1447), Marsilio Ficino i Antonio Squarcialupi (un organista més famós). Tots aquests busts daten dels segles XV i XVI.

Sobre la porta principal hi ha l'esfera colossal del rellotge amb retrats al fresc de quatre profetes o evangelistes de Paolo Uccello (1443). Aquest rellotge litúrgic d'una sola maneta mostra les 24 hores de l' hora itàlica (hora italiana), un període de temps que acaba amb la posta de sol a les 24 hores. Aquest horari es va utilitzar fins al segle XVIII. Aquest és un dels pocs rellotges d'aquella època que encara existeixen i funcionen.
L'església és particularment notable pels seus 44 vitralls, la major obra d'aquest tipus a Itàlia als segles XIV i XV. Les finestres de les naus laterals i del transsepte representen sants de l'Antic i del Nou Testament, mentre que les finestres circulars del tambor de la cúpula o sobre l'entrada representen Crist i Maria. Són obra dels artistes florentins més importants del seu temps, com ara Donatello, Lorenzo Ghiberti, Paolo Uccello i Andrea del Castagno.
Crist coronant Maria com a reina, la finestra circular de vitralls que hi ha sobre el rellotge, amb una rica gamma de colors, va ser dissenyada per Gaddo Gaddi a principis del segle XIV.
Donatello va dissenyar el vitrall (Coronació de la Verge) al tambor de la cúpula (l'únic que es pot veure des de la nau).
El monument funerari d'Antonio d'Orso (1323), bisbe de Florència, va ser realitzat per Tino da Camaino, l'escultor funerari més important del seu temps.
El monumental crucifix, darrere de la Càtedra del Bisbe a l'altar major, és de Benedetto da Maiano (1495–1497). El recinte del cor és obra del famós Bartolomeo Bandinelli . Les portes de bronze de deu panells de la sagristia van ser fetes per Luca della Robbia, que també té dues obres de terracota vidriada a l'interior de la sagristia: Àngel amb canelobre i Resurrecció de Crist.
A la part posterior del mig dels tres absis hi ha l'altar de Sant Zanobi, primer bisbe de Florència. El seu santuari de plata, una obra mestra de Ghiberti, conté l'urna amb les seves relíquies. El compartiment central ens mostra un dels seus miracles, la ressuscitació d'un nen mort. A sobre d'aquest santuari hi ha la pintura l'Últim Sopar del menys conegut Giovanni Balducci. També hi havia un panell de mosaic de pasta de vidre El bust de Sant Zanobi del miniaturista del segle XVI Monte di Giovanni, però ara està exposat al Museu Opera del Duomo.
Moltes decoracions daten del mecenatge dels Grans Ducs al segle XVI, com ara el paviment de marbre de colors, atribuït a Baccio d'Agnolo i Francesco da Sangallo (1520–26). Alguns trossos de marbre de la façana es van utilitzar, de dalt a baix, al paviment (com ho va demostrar la restauració del terra després de les inundacions de 1966).

El sostre de la cúpula està decorat amb una representació del Judici Final. Quan va ser acabar es va deixar emblanquinada, però el Gran Duc Cosme I de Mèdici va decidir pintar el sostre. Aquesta obra enorme, 3.600 metres² de superfície pintada, va ser començada el 1572 per Giorgio Vasari i es va completar el 1579. La part superior, a prop de la llanterna, que representa els 24 ancians de l'Apocalipsi, va ser acabada per Vasari abans de la seva mort el 1574. Federico Zuccari, amb l'ajuda de Bartolomeo Carducci, Domenico Passignano i Stefano Pieri, va acabar les altres parts: (de dalt a baix) Cors d'àngels; Crist, Maria i sants ; Virtuts, dons de l'Esperit Sant i beatituds; i a la part inferior de la cúpula: Pecats capitals i infern. Aquests frescos es consideren l'obra més gran de Zuccari. Però la qualitat de l'obra és desigual a causa de l'aportació de diferents artistes i de les diferents tècniques. Vasari havia utilitzat el fresc veritable, mentre que Zuccari havia pintat en secco. Durant les obres de restauració, que van finalitzar el 1995, es va fotografiar tot el cicle pictòric d' El Judici Final amb un equip especialment dissenyat i tota la informació es va recollir en un catàleg. Tota la informació de la restauració, juntament amb les imatges reconstruïdes dels frescos, es van emmagatzemar i gestionar al sistema informàtic Thesaurus Florentinus.

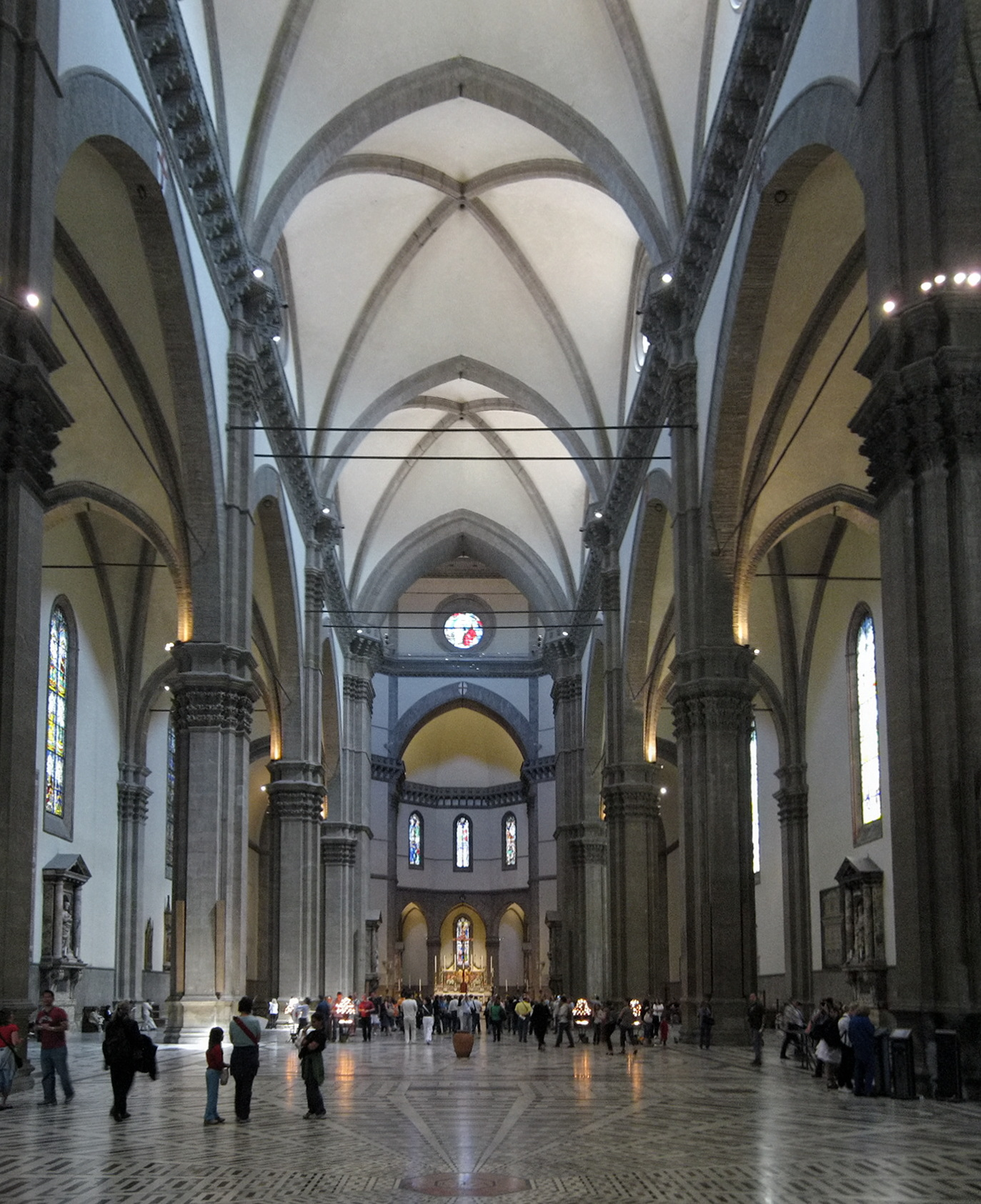
Interior de la catedral
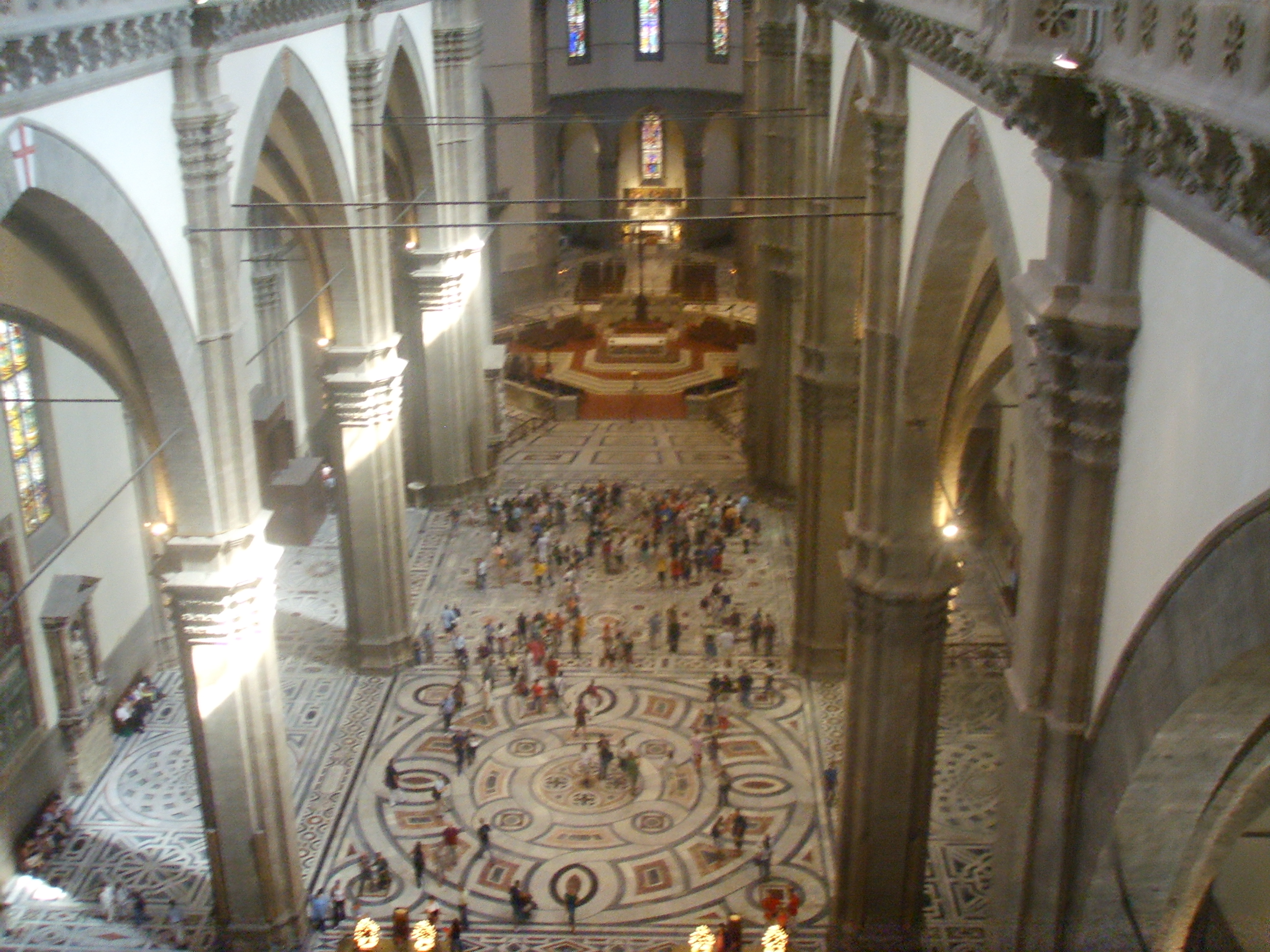
Interior
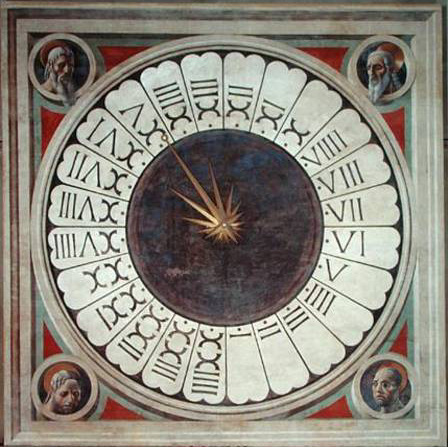
Rellotge enorme decorat per Paolo Uccello
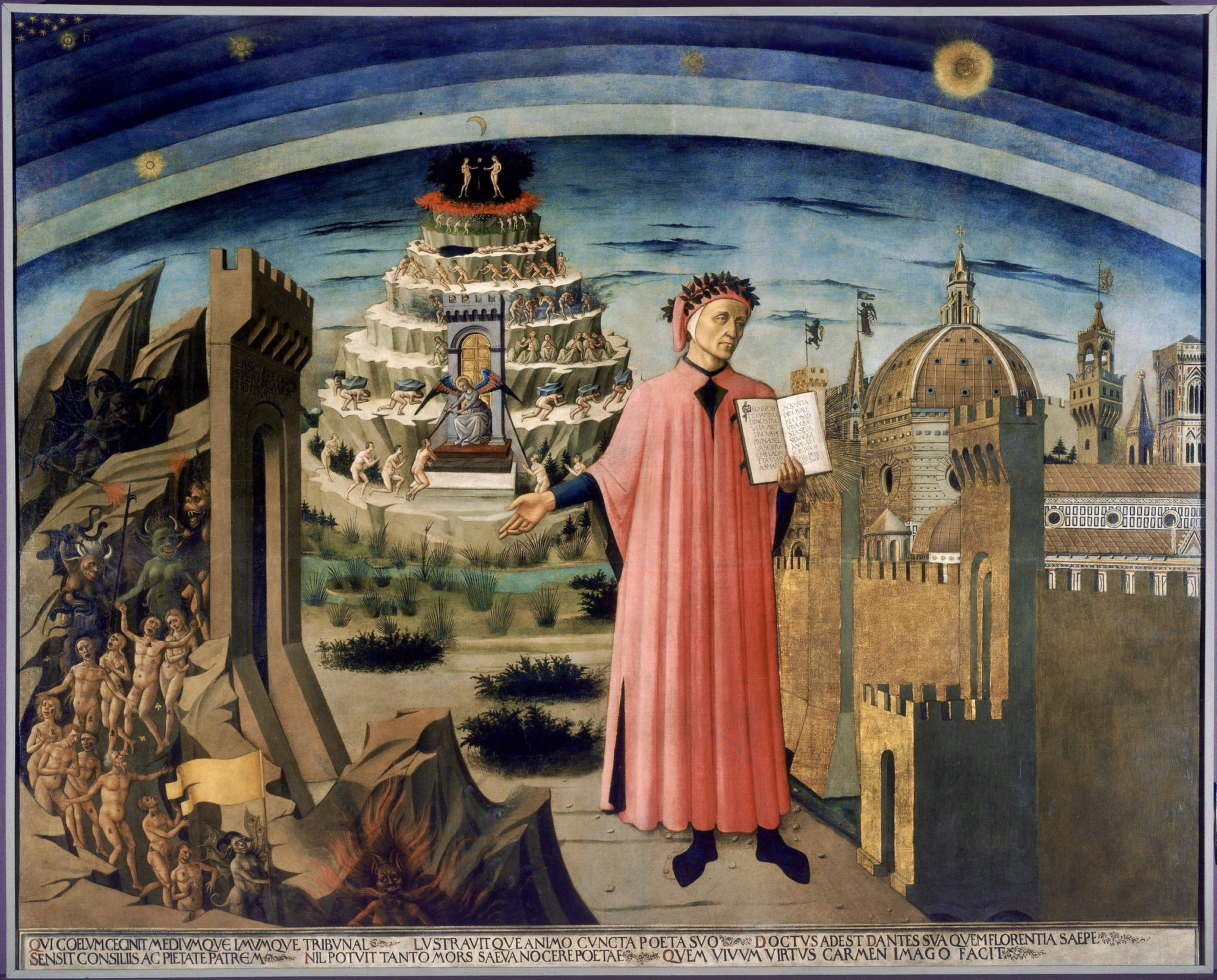
Dante i la Divina Comèdia
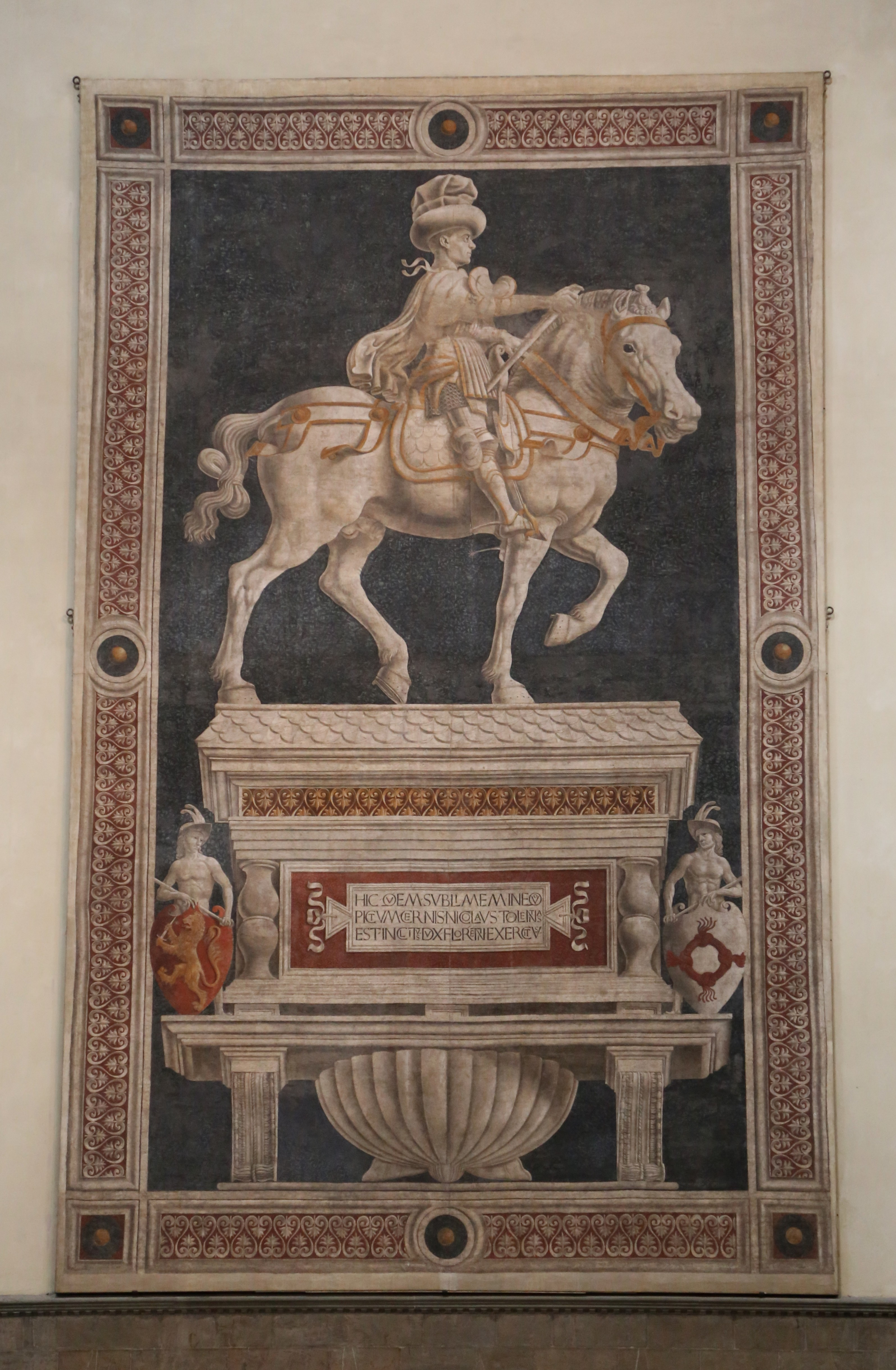
Trompe-l'œil de Niccolò da Tolentino .
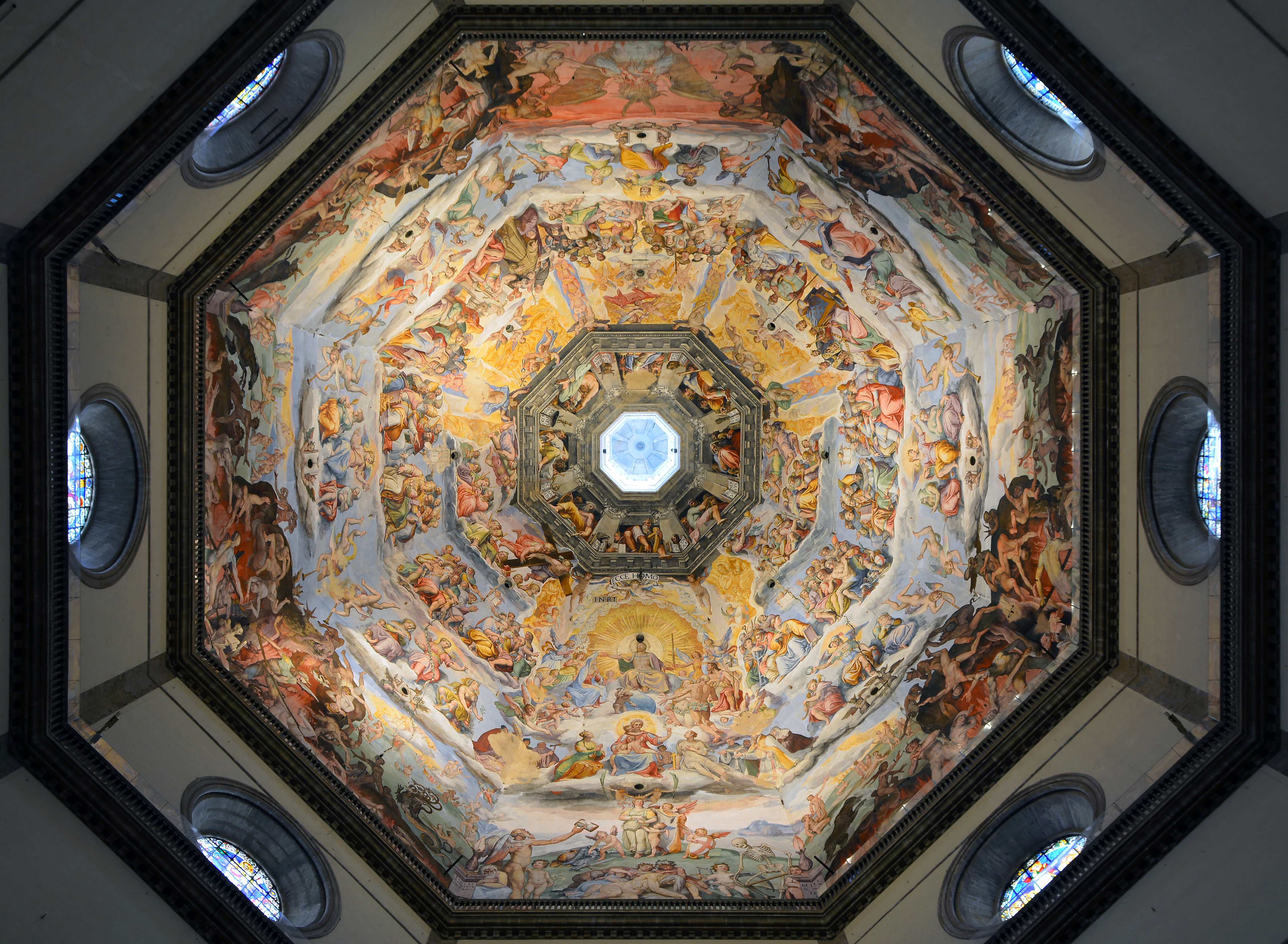
El Judici Final de Vasari i Zuccari (just des de sota)
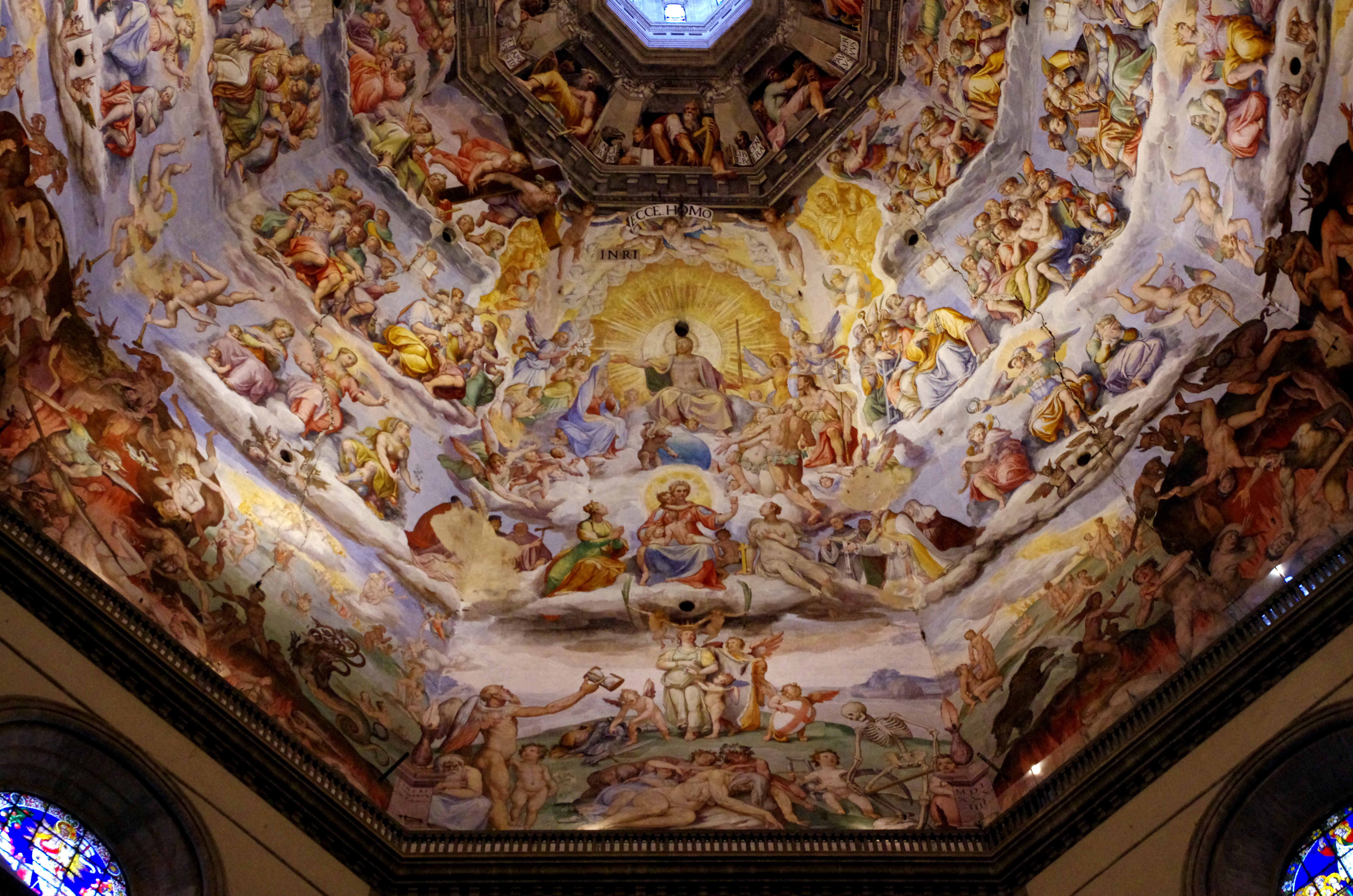
El Judici Final de Vasari i Zuccari
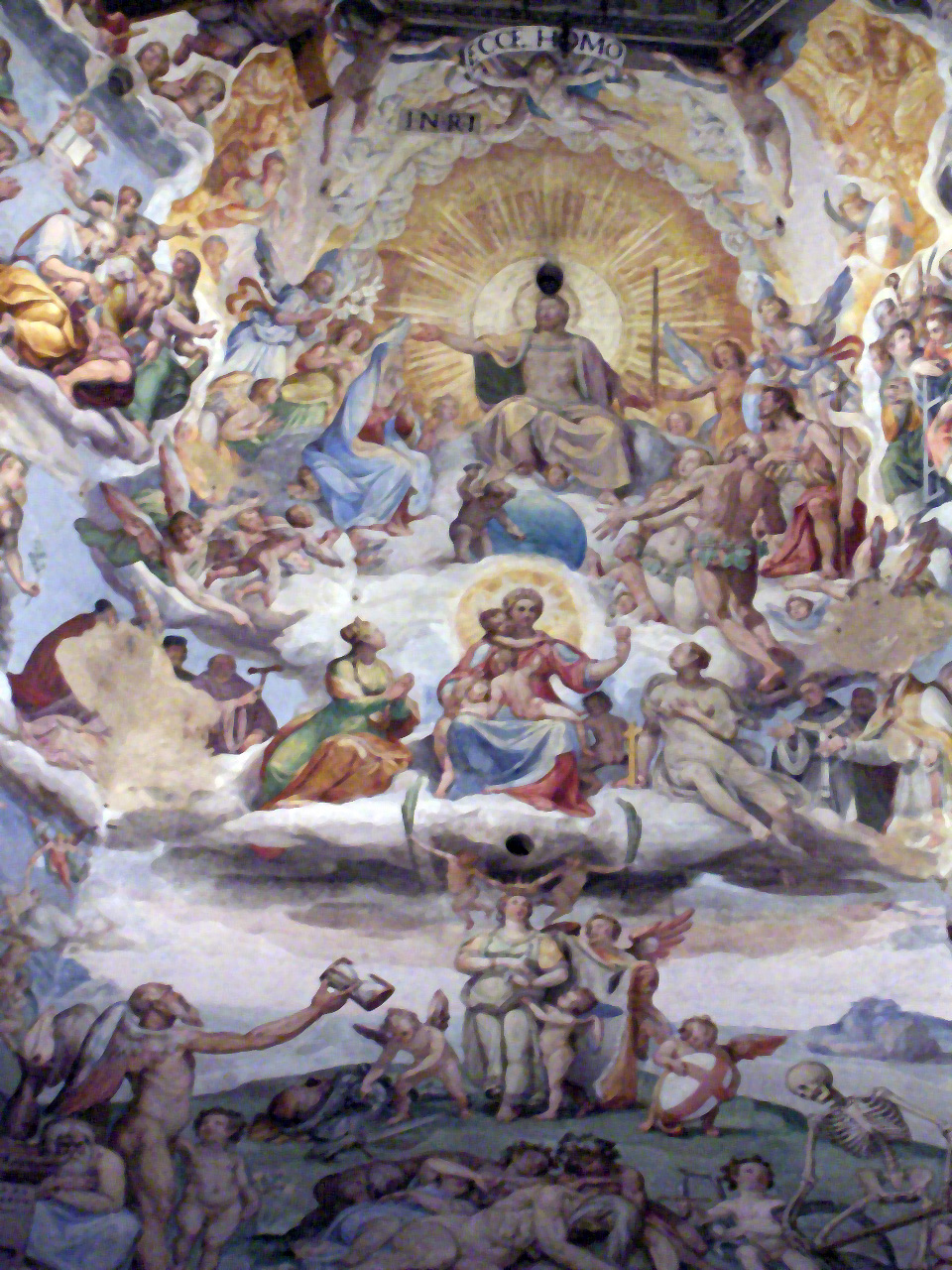
Detall del Judici Final de Vasari i Zuccari
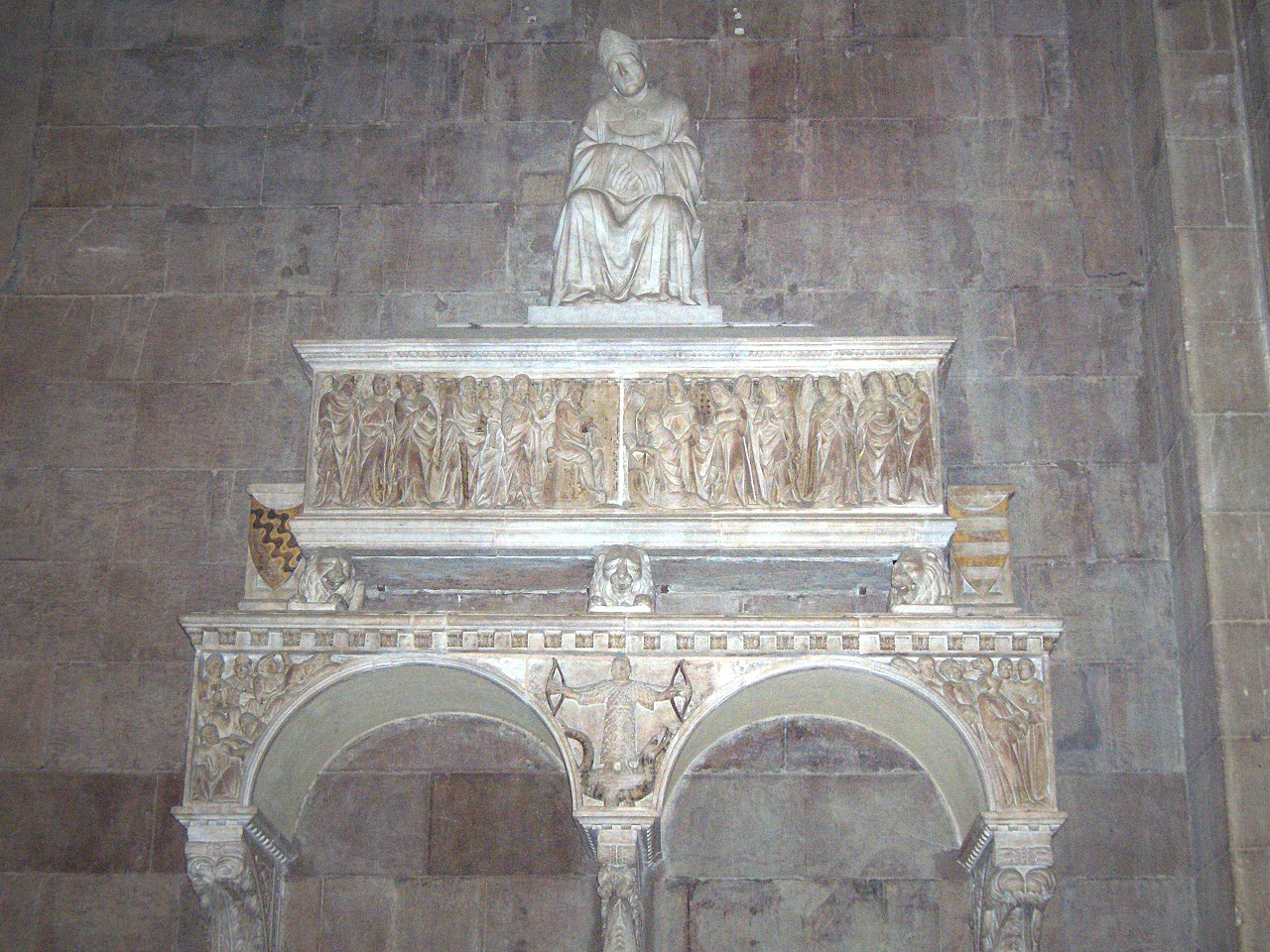
Tomba d'Antonio d'Orso de Tino da Camaino

## Intervencions artístiques
A l'interior gòtic de la catedral, molt auster, hi destaquen els vitralls (la majoria de 1434-1445, alguns dels quals projectats per Ghiberti) i el terra de marbre (1526-1660).
A part dels ja esmentats, molts altres artiste van aportar obres a Santa Maria del Fiore, entre els quals: 
- Benedetto i Giuliano da Maiano (plafons de la sagristia)
- Andrea del Castagno (pintura al fresc de Niccolò da Tolentino a cavall, al mur nord)
- Luca della Robbia (relleus de la Resurrecció i l'Ascensió damunt les portes de la sagristia; treballs a la porta de la sagristia juntament amb Michelozzo; galeria del cor, actualment al Museu del Duomo)
- Domenico di Michelino (Dante explicant la Divina Comèdia al mur nord)
- Donatello (caps d'un profeta i una sibil·la al costat sud de l'exterior; galeria del cor, actualment al Museu del Duomo)
- Davide i Domenico Ghirlandaio (mosaic de l'Anunciació al costat sud de l'exterior)
- Gaddo Gaddi (pintura de la lluneta de la contrafaçana de Santa Maria del Fiore, en particular La coronació de la Mare de Déu)
- Michelozzo (treballs a la porta de la sagristia, juntament amb Luca della Robbia)
- Nanni di Banco (relleu de l'Assumpció de la Verge al costat sud de l'exterior)
- Paolo Uccello (decoració del rellotge del mur oest; pintura al fresc de Sir John Hawkwood a cavall, al mur nord; dos vitralls)
- Giorgio Vasari i Federico Zuccaro (pintures al fresc del Judici Final a l'interior de la cúpula)

## Observacions astronòmiques

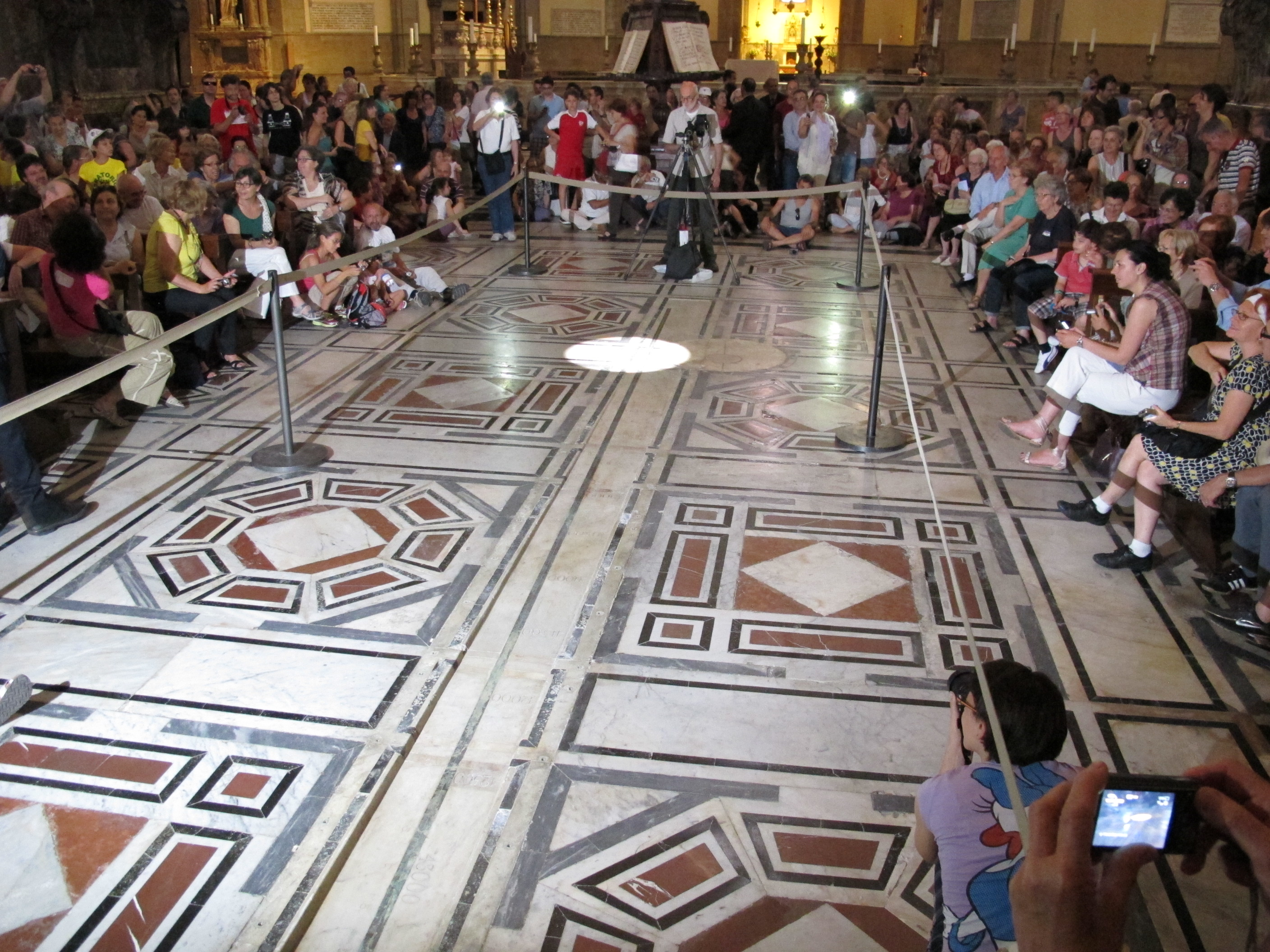
Observació del solstici del 21 de juny de 2012

El 1475, l'astrònom italià Paolo dal Pozzo Toscanelli (que també va ser tutor matemàtic de Brunelleschi) va fer un forat a la cúpula a 91.05 metres (298.7 ft) per sobre del paviment per crear una línia meridiana. L'alçada va impedir la instal·lació d'una línia meridiana completa al terra de la catedral, però va permetre una secció curta d'aproximadament 10 metres per discórrer entre l'altar major i la paret nord del transsepte. Això permet l'observació durant uns 35 dies a banda i banda del solstici d'estiu.
A causa de l'assentament a l'edifici i també dels moviments deguts als canvis de temperatura exterior, la línia meridiana tenia un valor astronòmic limitat i va caure en desús fins que va ser restaurada el 1755 per Leonardo Ximenes.
La línia meridiana va ser coberta pels fabbricieri el 1894 i descoberta de nou el 1997. Una recreació anual de l'observació té lloc el 21 de juny de cada any a les 12:00 UT.

## Cripta

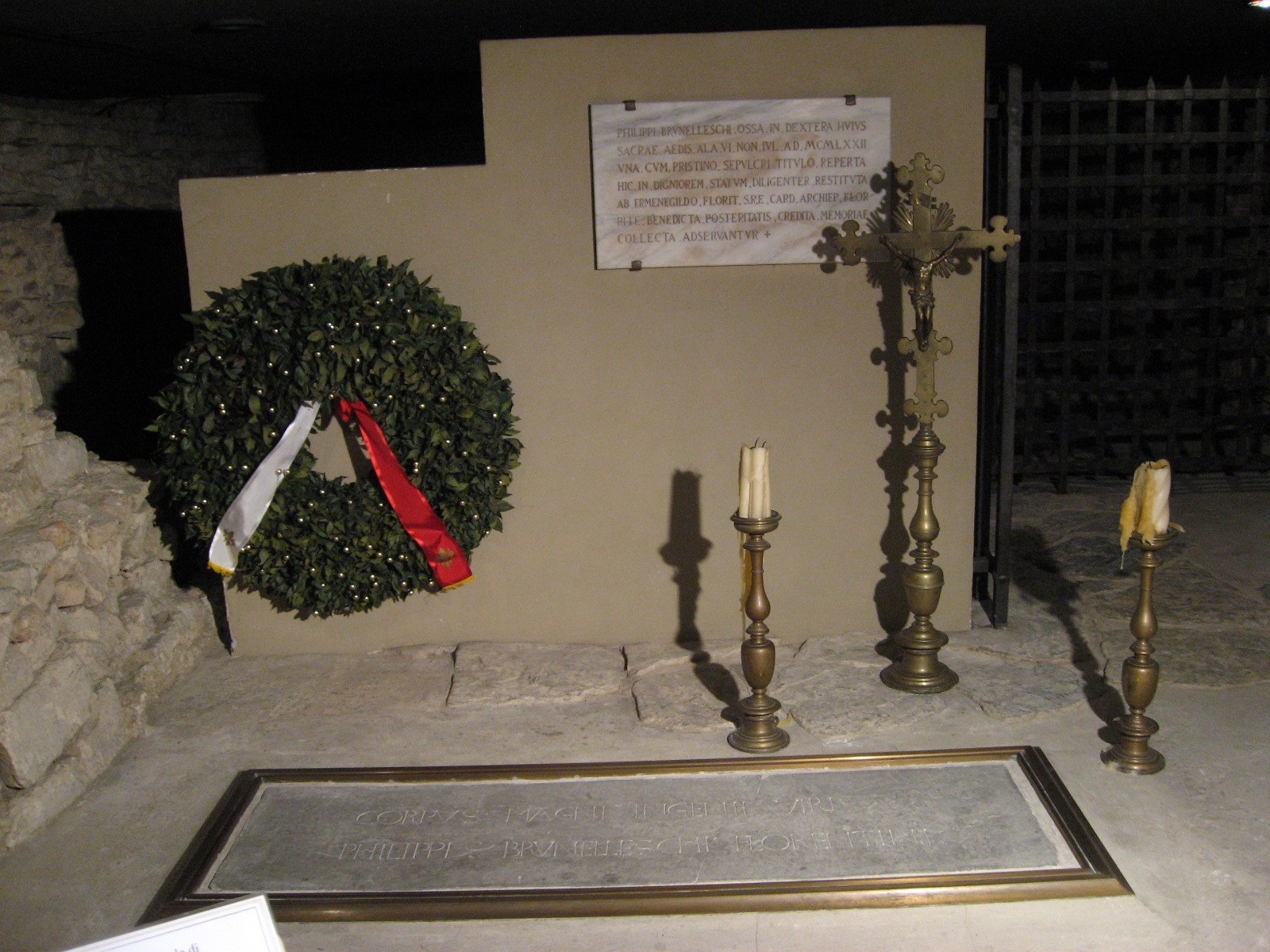
Tomba de Filippo Brunelleschi.

La catedral va ser sotmesa a dures excavacions entre 1965 i 1974. La història arqueològica d'aquesta enorme zona va ser reconstruïda a través de l'obra de Franklin Toker : restes de cases romanes, un paviment paleocristià, ruïnes de l'antiga catedral de Santa Reparata i successives ampliacions d'aquesta església. Prop de l'entrada, a la part de la cripta oberta al públic, hi ha la tomba de Brunelleschi.

### Altres enterraments
- Zenobí de Florència
- Conrad II d'Itàlia
- Giovanni Benelli
- Filippo Brunelleschi
- Giotto di Bondone
- Papa Nicolau II
- Papa Esteve IX
- Joan Hawkwood

## Esquerdament de la cúpula

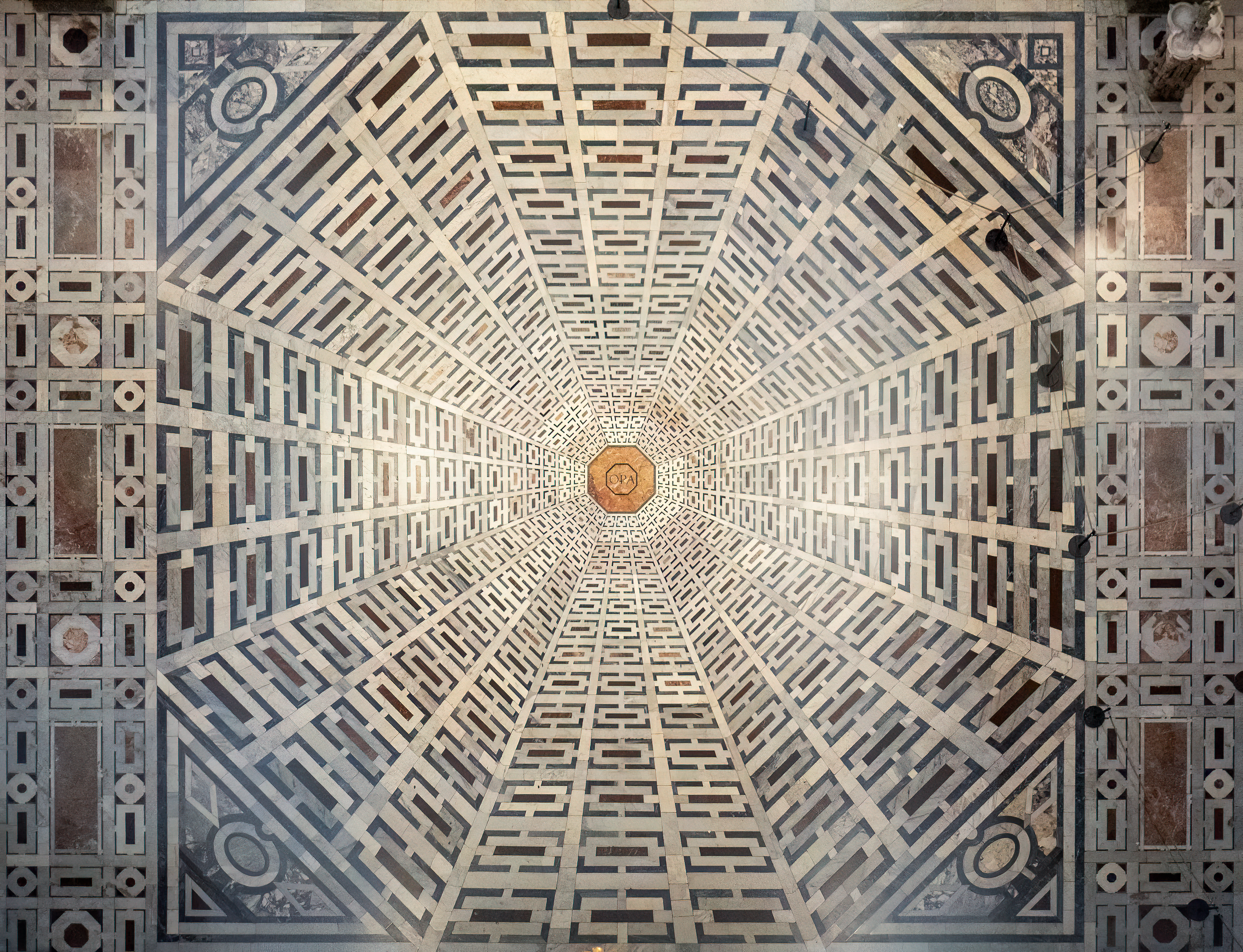
Il·lusió de perspectiva al terra de la catedral

La maçoneria no reforçada que Brunelleschi va utilitzar per construir la cúpula és feble en tensió, cosa que provoca esquerdes quan les tensions de tracció superen la resistència a la tracció limitada de la maçoneria. El material és especialment susceptible a danys per càrrega sísmica per la heterogeneïtat i les nombroses superfícies entre diferents materials (connexió de pedres a morter).
Es van observar esquerdes a la cúpula fins i tot abans la fi de la construcció. És possible que les primeres esquerdes fossin causades per un fort terratrèmol el 1453.
La primera evidència escrita sobre la presència d'esquerdes apareix en un informe de Gherardo Silvani datat el 18 de setembre de 1639 que fa referència a "peli" ("cabells"). El 1694, Giambattista Nelli i Vincenzo Viviani van inspeccionar les esquerdes i Nelli va registrar que hi havia dues esquerdes principals amb una amplada màxima de 29 mm. Creien que les esquerdes eren causades pel pes de la cúpula i les empentes horitzontals resultants sobre els pilars. Una comissió, encapçalada per Vincenzo Viviani, va dur a terme investigacions el 1695 i va arribar a la conclusió que les esquerdes eren degudes al pes mort dels edificis. Es va proposar reforçar la cúpula instal·lant quatre grans cinturons de ferro; tres a l'exterior de la cúpula, entre la zona sortint de la cúpula i les finestres circulars, mentre que el quart s'instal·laria internament al segon passadís entre les dues closques. Això era similar al que s'havia fet a la cúpula de Sant Pere de Roma. Després d'un llarg debat, es va prendre la decisió de deixar la cúpula tal com estava.
El primer estudi més complet de les esquerdes va ser publicat el 1757 pel jesuïta Leonardo Ximenes (1716–1786). En el seu document va descriure 13 tipologies diferents d'esquerdes. El 1934, Pier Luigi Nervi, que dirigia una comissió especial establerta per l'Opera del Duomo per estudiar les esquerdes, va observar que les esquerdes s'obrien i es tancaven amb les estacions. A l'hivern, la pedra i els maons de la cúpula es contraien fent que les esquerdes s'eixamplessin, mentre que durant l'estiu els materials s'expandien i les esquerdes es tancaven. Mentre que els edificis moderns incorporen juntes de dilatació per disseny, la cúpula de la catedral no en inclou cap i, per tant, va desenvolupar posteriorment les seves pròpies juntes de dilatació en forma d'aquestes esquerdes que permetien que l'estructura "respirés". Fins ara no han causat cap dany catastròfic a la cúpula.
El 1955, l'Opera del Duomo va instal·lar 22 deformòmetres mecànics, que es llegien quatre vegades a l'any per registrar les variacions en l'amplada de les principals esquerdes de la cúpula interior. Al mateix temps, també es van registrar les temperatures internes i externes de la cúpula. Això va romandre en servei fins al 2009.
El 1975, el govern italià va nomenar una comissió per salvaguardar la cúpula. El 1978, una agència cultural governamental va decidir restaurar els frescos. Brunelleschi va deixar quaranta-vuit 600 mm (24 forats a la base de la cúpula. Estan obertes per dins i cobertes per la pell exterior de la cúpula. Durant molt de temps s'ha assumit que els forats simplement servien com a suports per a la bastida que es feia servir quan es pintaven frescos a l'interior de la cúpula. Tot i que els forats havien pogut suportar les bastides utilitzades per a la creació dels frescos a l'interior de la cúpula, no eren prou resistents per a la xarxa de bastides metàl·liques modernes necessàries per proporcionar accés als treballs de restauració realitzats als frescos entre 1979 i 1995. Per reforçar les bastides, l'empresa privada contractada per construir les bastides per a l'obra va rebre permís el 1982 per omplir els forats amb formigó per tal que s'hi poguessin ancorar les bigues d'acer.
El 1985, l'arquitecte local Lando Bartoli va notar que s'estaven formant esquerdes addicionals al voltant dels forats segellats. En aquell moment es va teoritzar que a l'estiu les quatre masses principals separades per les esquerdes en forma d'"A" s'expandien cap a les fissures, però ara, a la base de la cúpula, les masses xoquen contra el formigó inflexible que ara omple els 48 forats i actua com a fulcre que fa que l'energia que abans es dissipava amb el tancament de les fissures i cap als forats es transfereixi a les zones superiors de la cúpula. Tanmateix, l'anàlisi d'Andrea Chiarugi, Michele Fanelli i Giuseppetti (publicada el 1983) va trobar que la principal font de les esquerdes era un efecte de pes mort a causa de la geometria de la cúpula, el seu pes (estimat en 25.000 tones) i la resistència insuficient de la biga anular, mentre que les variacions tèrmiques han provocat càrregues de fatiga i, per tant, l'expansió de l'estructura. Aquest és un mecanisme de col·lapse ben conegut i típic de les estructures amb cúpula: un abaixament de la part superior de l'estructura pel seu propi pes amb empentes horitzontals significatives sobre els elements de suport.
El 1985, una comissió establerta pel Ministeri del Patrimoni Cultural i Monumental italià va acceptar aquesta teoria. El debat sobre l'ompliment dels forats de les bastides es va resoldre finalment el 1987 quan es va demostrar que tancar els 48 forats no havia tingut cap impacte en l'expansió i la contracció de la cúpula. Un estudi realitzat el 1984 va comptabilitzar un total de 493 esquerdes de diverses mides, classificades en categories identificades amb les lletres "A" a "D". Aquests són els següents:
- Tipus A. Són esquerdes subverticals importants que comencen des de la biga anular i continuen cap amunt durant aproximadament dos terços de l'alçada de la cúpula; travessen tant la capa interna com l'externa de les ànimes uniformes i el seu gruix varia des de 55 mm a 60 mm (2,4 a) (webs 4 i 6) i 25 mm a 30 mm (1,2 a) (webs 2 i 8).[68] La cúpula té vuit ànima numerades en sentit antihorari a partir de l'1, que mira cap a la nau principal de la catedral. Aquests divideixen la cúpula en quatre parts i mai no es tanquen completament a l'estiu.[60] Hi ha una teoria que diu que el guix utilitzat per tapar les esquerdes al llarg dels anys i els materials de construcció que s'esmicolen han tapat les fissures.[60]
- Tipus B. Aquestes petites esquerdes subverticals es troben a prop de les finestres circulars.[68]
- Tipus C. Són esquerdes subverticals menors que hi ha al voltant de les vuit vores de la cúpula.[68]
- Tipus D. Es tracta de quatre esquerdes subverticals menors a la part interna de les xarxes imparelles. No travessen l'amplada de la cúpula.[68]

Totes s'han format seguint un patró simètric.
El desenvolupament de les esquerdes de tipus "A" significa que la cúpula ara es comporta permanentment com quatre mig arcs a la deriva units per sota de l'òcul superior. Els estreps d'aquests mig arcs estan constituïts pels pilars, les capelles i la nau de l'església. Es creu que les diferències en els patrons d'esquerdament entre les ànimes parell i imparell es deuen a variacions en la rigidesa de l'estructura de biga anular de suport sota la cúpula, ja que està suportada per quatre pilars pesats que s'alineen amb les ànimes parell, mentre que les ànimes imparell es troben sobre quatre arcs que connecten els pilars.
El 1987, ISMES va instal·lar un segon sistema digital més complet (que recopila dades automàticament cada sis hores) (en col·laboració amb la Soprintendenza, la branca local del Ministeri de Cultura, responsable de la conservació de tots els monuments històrics de Florència). Consta de 166 instruments, entre els quals hi ha 60 termòmetres que mesuren la temperatura de la maçoneria i de l'aire en diversos llocs, 72 transductors de desplaçament de tipus inductiu (deformòmetres) a diversos nivells a les principals esquerdes de les cúpules interiors i exteriors; vuit línies a plom al centre de cada ànima, que mesuren els desplaçaments relatius entre els pilars i el tambor ; vuit nivelòmetres i dos piezòmetres, un a prop de l'ànima 4 i l'altre sota la nau, que registren la variació del nivell de l'aigua subterrània. Una anàlisi de regressió lineal de les dades enregistrades ha mostrat que les esquerdes principals s'eixamplen aproximadament 3 mm per segle. Una altra font cita un moviment de 5,5 mm.
Utilitzant un programari que s'havia utilitzat per modelar les estructures de grans preses, el 1980 es va desenvolupar un model informàtic de la cúpula en una col·laboració entre l'Agència Nacional Italiana d'Energia Elèctrica i el Centre de Recerca Estructural i Hidràulica (CRIS) per un grup d'investigadors dirigits per Michele Fanelli i Gabriella Giuseppetti en cooperació amb el Departament d'Enginyeria Civil de la Universitat de Florència, sota la supervisió d'Andrea Chiarugi. A causa dels recursos computacionals limitats i per raons de simetria, només es va modelar una quarta part de la cúpula. L'anàlisi d'elements finits resultant va confirmar que les esquerdes principals es creaven essencialment pel pes propi de la cúpula. Des de llavors s'han desenvolupat una sèrie de models numèrics de complexitat creixent. Per ajudar en el seguiment de la cúpula, la Soprintendenza va encarregar el 1992 un extens estudi fotogramètric i topogràfic de tota la cúpula. Els resultats d'aquest estudi es van utilitzar per desenvolupar encara més el model d'elements finits de la cúpula.